# Torneo Federal A 2016-17
El Torneo Federal A 2016-17 fue la cuarta edición del certamen, perteneciente a la tercera categoría para los equipos de fútbol de los clubes indirectamente afiliados a la AFA.
Se incorporaron tres equipos ascendidos del Torneo Federal B 2016 y uno descendido de la Primera B Nacional 2016. 
En principio, iba a comenzar el 28 de agosto, pero el inicio se suspendió debido al reclamo económico de los clubes a la Asociación del Fútbol Argentino. Consecuentemente, arrancó el 2 de septiembre de 2016 y culminó el 16 de julio de 2017 con la final por el segundo ascenso.
El campeón, Club Agropecuario Argentino, ascendió a la Primera B Nacional, acompañado por el Club Atlético Mitre, de Santiago del Estero, ganador del segundo ascenso por eliminación. 
Asimismo, se determinaron tres descensos al Torneo Federal B.

## Ascensos y descensos
- Equipos salientes

| Posición | Descendidos del Federal A 2016 |
| -------- | ------------------------------ |
| 34.º     | Güemes (SdE)                   |
| 35.º     | Tiro Federal (BB)              |

| Posición | Ascendido del Federal A 2016 |
| -------- | ---------------------------- |
| Campeón  | San Martín (T)               |

- Equipos entrantes

| Posición        | Ascendidos del Federal B 2016 |
| --------------- | ----------------------------- |
| Primer ascenso  | Desamparados                  |
| Segundo ascenso | Rivadavia (L)                 |
| Tercer ascenso  | Agropecuario                  |

| Posición | Descendido de la B Nacional 2016 |
| -------- | -------------------------------- |
| 22.º     | Juventud Unida Universitario     |

- De esta manera, el número de participantes aumentó a 36 equipos.

## Sistema de disputa

### Ascensos
Se dividió a los 36 equipos por cercanía geográfica en seis zonas de cinco equipos y una zona de seis. Dentro de su respectiva zona se enfrentaron entre sí en cuatro ruedas de todos contra todos. Los 18 mejores (1.°, 2.° y 3.° de la zona de 6, y 1°, 2.° y los tres mejores terceros de las de 5) clasificaron a la segunda fase, mientras que los 18 restantes pasaron a la reválida.
En la segunda fase se dividió a los clasificados en 2 zonas geográficas de 9 equipos cada una, que se disputaron en una rueda de todos contra todos. Una vez terminada, clasificó a 5 equipos para la tercera fase: el 1.° y el 2.° de cada zona y el mejor 3.°, mientras que los 13 restantes pasaron a disputar la segunda etapa de la reválida. 
La tercera fase consistió en un pentagonal, en el que se enfrentaron todos contra todos, a una rueda. El ganador obtuvo el primer ascenso a la Primera B Nacional, y los otros 4 pasaron a la quinta etapa de la reválida. En caso de existir igualdad de puntos en el primer puesto al término de la disputa se hubiera aplicado el art. 111.º del Reglamento General de la AFA, que establece la realización de partido/s de desempate.
El segundo ascenso lo obtuvo el vencedor de la reválida, que se disputó en 7 etapas, la primera todos contra todos y las siguientes por eliminación.

### Descensos
Finalizada la primera etapa de la reválida, que se disputó en 3 zonas de 6 equipos cada una, se confeccionó, por cada de ellas, la tabla de promedios (cociente entre la suma de puntos obtenidos en la primera fase y en la reválida, y el número de partidos disputados). Los tres equipos que se ubicaron en la última posición de cada una de esas tablas descendieron al Torneo Federal B.

### Clasificación a la Copa Argentina 2016-17
El primero y el segundo de cada zona de la primera fase clasificaron a la Primera Fase Preliminar Regional de la Copa Argentina 2016-17.

## Equipos participantes
| Zona                                               | Equipo                 | Ciudad              | Provincia                                | Estadio     | Capacidad                      | Liga de origen |
| -------------------------------------------------- | ---------------------- | ------------------- | ---------------------------------------- | ----------- | ------------------------------ | -------------- |
| Zona 1                                             |                        |                     |                                          |             |                                |                |
| Club Atlético Independiente                        | Neuquén                | Neuquén             | La Nueva Caldera                         | 3500        | Liga del Neuquén               |                |
| Club Cipolletti                                    | Cipolletti             | Río Negro           | La Visera de Cemento                     | 12 000      | Liga Deportiva Confluencia     |                |
| Club Social y Deportivo General Roca               | General Roca           | Río Negro           | Luis Maiolino                            | 10 000      | Liga Deportiva Confluencia     |                |
| Club Social y Deportivo Madryn                     | Puerto Madryn          | Chubut              | Abel Sastre                              | 6000        | Liga Valle del Chubut          |                |
| Club Villa Mitre                                   | Bahía Blanca           | Buenos Aires        | El Fortín                                | 6000        | Liga del Sur                   |                |
| Zona 2                                             |                        | Buenos Aires        |                                          |             |                                |                |
| Club Agropecuario Argentino                        | Carlos Casares         | Buenos Aires        | De la Calle Carlos Arroyo                | 5000        | Liga Casarense                 |                |
| Club Atlético Alvarado                             | Mar del Plata          | Buenos Aires        | José María Minella                       | 35 354      | Liga Marplatense               |                |
| Club Atlético y Social Defensores de Belgrano      | Villa Ramallo          | Buenos Aires        | Salomón Boeseldín                        | 3000        | Liga Nicoleña                  |                |
| Club Ferro Carril Oeste                            | General Pico           | La Pampa            | El Coloso del Barrio Talleres            | 11 000      | Liga Pampeana                  |                |
| Club General Belgrano                              | Santa Rosa             | La Pampa            | Nuevo Rancho Grande                      | 12 000      | Liga Cultural                  |                |
| Club Rivadavia                                     | Lincoln                | Buenos Aires        | El Coliseo                               | 10 000      | Liga Deportiva del Oeste       |                |
| Zona 3                                             |                        |                     |                                          |             |                                |                |
| Club Atlético Gimnasia y Esgrima                   | Mendoza                | Mendoza             | Víctor Antonio Legrotaglie               | 11 500      | Liga Mendocina                 |                |
| Club Atlético Unión                                | Villa Krause           | San Juan            | San Juan del Bicentenario 12 de Octubre  | 25 286 6000 | Liga Sanjuanina                |                |
| Club Deportivo Maipú                               | Maipú                  | Mendoza             | Omar Higinio Sperdutti                   | 8000        | Liga Mendocina                 |                |
| Club Sportivo Desamparados                         | San Juan               | San Juan            | El Serpentario                           | 12 000      | Liga Sanjuanina                |                |
| Gutiérrez Sport Club                               | Gutiérrez              | Mendoza             | General Gutiérrez                        | 5000        | Liga Mendocina                 |                |
| Zona 4                                             |                        |                     |                                          |             |                                |                |
| Club Atlético Juventud Unida Universitario         | San Luis               | San Luis            | Juan Gilberto Funes Mario Sebastián Diez | 15 000 7000 | Liga Sanluiseña                |                |
| Club Atlético Mitre                                | Santiago del Estero    | Santiago del Estero | Dres. José y Antonio Castiglione         | 16 500      | Liga Santiagueña               |                |
| Club Atlético San Lorenzo de Alem                  | Catamarca              | Catamarca           | Malvinas Argentinas                      | 12 000      | Liga Catamarqueña              |                |
| Club Sportivo Belgrano                             | San Francisco          | Córdoba             | Oscar Carlos Boero                       | 15 500      | Liga Cordobesa                 |                |
| Club Unión Aconquija                               | Aconquija              | Catamarca           | Tiro Federal y Gimnasia                  | 3000        | Liga Andalgalense              |                |
| Zona 5                                             |                        |                     |                                          |             |                                |                |
| Asociación Cultural y Deportiva Altos Hornos Zapla | Palpalá                | Jujuy               | Emilio Fabrizzi                          | 20 704      | Liga Jujeña                    |                |
| Centro Juventud Antoniana                          | Salta                  | Salta               | Fray Honorato Pistoia                    | 12 000      | Liga Salteña                   |                |
| Club de Gimnasia y Tiro                            | Salta                  | Salta               | El Gigante del Norte                     | 24 300      | Liga Salteña                   |                |
| Club Social y Deportivo San Jorge                  | San Miguel de Tucumán  | Tucumán             | Senador Luis Cruz                        | 7000        | Liga Tucumana                  |                |
| Concepción Fútbol Club                             | Concepción             | Tucumán             | Stewart Shipton                          | 12 250      | Liga Tucumana                  |                |
| Zona 6                                             |                        |                     |                                          |             |                                |                |
| Club Atlético Chaco For Ever                       | Resistencia            | Chaco               | Juan Alberto García                      | 20 000      | Liga Chaqueña                  |                |
| Club Atlético Sarmiento                            | Resistencia            | Chaco               | Centenario                               | 25 000      | Liga Chaqueña                  |                |
| Club Deportivo Guaraní Antonio Franco              | Posadas                | Misiones            | Clemente A. Fernández de Oliveira        | 12 000      | Liga Posadeña                  |                |
| Club Sol de América                                | Formosa                | Formosa             | Estadio sin nombre                       | 5000        | Liga Formoseña                 |                |
| Club Sportivo Patria                               | Formosa                | Formosa             | Antonio Romero                           | 23 000      | Liga Formoseña                 |                |
| Zona 7                                             |                        |                     |                                          |             |                                |                |
| Club Atlético Unión                                | Sunchales              | Santa Fe            | De la Avenida                            | 5600        | Liga Rafaelina                 |                |
| Club Defensores de Pronunciamiento                 | Pronunciamiento        | Entre Ríos          | Delio Cardozo                            | 2000        | Liga Departamental de Colón    |                |
| Club Deportivo Libertad                            | Sunchales              | Santa Fe            | Dr. Plácido Tita                         | 5000        | Liga Rafaelina                 |                |
| Club Gimnasia y Esgrima                            | Concepción del Uruguay | Entre Ríos          | Manuel y Ramón Núñez                     | 9000        | Liga de Concepción del Uruguay |                |
| Sportivo Atlético Club                             | Las Parejas            | Santa Fe            | 4 de Septiembre                          | 3000        | Liga Cañadense                 |                |

### Distribución geográfica
| Provincia                | Cant. | Equipos                                                                          |
| ------------------------ | ----- | -------------------------------------------------------------------------------- |
| Interior de Buenos Aires | 5     | Agropecuario, Alvarado, Defensores de Belgrano (VR), Rivadavia (L) y Villa Mitre |
| Mendoza                  | 3     | Deportivo Maipú, Gimnasia y Esgrima y Gutiérrez SC                               |
| Santa Fe                 | 3     | Libertad (S), Sportivo Las Parejas y Unión (S)                                   |
| Catamarca                | 2     | San Lorenzo de Alem y Unión Aconquija                                            |
| Chaco                    | 2     | Chaco For Ever y Sarmiento (R)                                                   |
| Entre Ríos               | 2     | Defensores de Pronunciamiento y Gimnasia y Esgrima (CdU)                         |
| Formosa                  | 2     | Sol de América y Sportivo Patria                                                 |
| La Pampa                 | 2     | Ferro Carril Oeste (GP) y General Belgrano (SR)                                  |
| Río Negro                | 2     | Cipolletti y Deportivo Roca                                                      |
| Salta                    | 2     | Gimnasia y Tiro y Juventud Antoniana                                             |
| San Juan                 | 2     | Desamparados y Unión (VK)                                                        |
| Tucumán                  | 2     | Concepción FC y San Jorge                                                        |
| Córdoba                  | 1     | Sportivo Belgrano                                                                |
| Chubut                   | 1     | Deportivo Madryn                                                                 |
| Jujuy                    | 1     | Altos Hornos Zapla                                                               |
| Misiones                 | 1     | Guaraní Antonio Franco                                                           |
| Neuquén                  | 1     | Independiente                                                                    |
| San Luis                 | 1     | Juventud Unida Universitario                                                     |
| Santiago del Estero      | 1     | Mitre                                                                            |
| Total                    | 36    |                                                                                  |

## Primera fase

### Zona 1

#### Tabla de posiciones final
| Pos. | Equipo                  | Pts. | PJ | PG | PE | PP | GF | GC | Dif. |
| ---- | ----------------------- | ---- | -- | -- | -- | -- | -- | -- | ---- |
| 01.º | Cipolletti              | 26   | 16 | 7  | 5  | 4  | 20 | 12 | 8    |
| 02.º | Deportivo Madryn        | 26   | 16 | 7  | 5  | 4  | 21 | 17 | 4    |
| 03.º | Villa Mitre             | 25   | 16 | 7  | 4  | 5  | 23 | 21 | 2    |
| 04.º | Deportivo Roca          | 19   | 16 | 4  | 7  | 5  | 12 | 20 | −8   |
| 05.º | Independiente (Neuquén) | 12   | 16 | 3  | 3  | 10 | 18 | 24 | −6   |

|  | Clasificados a la Segunda fase y a la Primera fase preliminar de la Copa Argentina 2016-17 |
|  | Clasificado a la Segunda fase                                                              |
|  | Clasificados a la Primera etapa de la reválida                                             |

#### Resultados
| Fecha 1                        | Fecha 1   | Fecha 1          | Fecha 1              | Fecha 1         | Fecha 1 |
| Local                          | Resultado | Visitante        | Estadio              | Fecha           | Hora    |
| ------------------------------ | --------- | ---------------- | -------------------- | --------------- | ------- |
| Villa Mitre                    | 1 - 0     | Deportivo Madryn | El Fortín            | 4 de septiembre | 16:05   |
| Cipolletti                     | 4 - 1     | Deportivo Roca   | La Visera de Cemento | 4 de septiembre | 16:05   |
| Libre: Independiente (Neuquén) |           |                  |                      |                 |         |

| Fecha 2            | Fecha 2   | Fecha 2           | Fecha 2       | Fecha 2          | Fecha 2 |
| Local              | Resultado | Visitante         | Estadio       | Fecha            | Hora    |
| ------------------ | --------- | ----------------- | ------------- | ---------------- | ------- |
| Deportivo Madryn   | 1 - 1     | Cipolletti        | Abel Sastre   | 11 de septiembre | 15:30   |
| Deportivo Roca     | 1 - 0     | Independiente (N) | Luis Maiolino | 11 de septiembre | 16:00   |
| Libre: Villa Mitre |           |                   |               |                  |         |

| Fecha 3               | Fecha 3   | Fecha 3          | Fecha 3              | Fecha 3          | Fecha 3 |
| Local                 | Resultado | Visitante        | Estadio              | Fecha            | Hora    |
| --------------------- | --------- | ---------------- | -------------------- | ---------------- | ------- |
| Independiente (N)     | 1 - 2     | Deportivo Madryn | La Nueva Caldera     | 18 de septiembre | 16:00   |
| Cipolletti            | 2 - 3     | Villa Mitre      | La Visera de Cemento | 18 de septiembre | 16:00   |
| Libre: Deportivo Roca |           |                  |                      |                  |         |

| Fecha 4           | Fecha 4   | Fecha 4           | Fecha 4     | Fecha 4          | Fecha 4 |
| Local             | Resultado | Visitante         | Estadio     | Fecha            | Hora    |
| ----------------- | --------- | ----------------- | ----------- | ---------------- | ------- |
| Villa Mitre       | 3 - 2     | Independiente (N) | El Fortín   | 25 de septiembre | 16:00   |
| Deportivo Madryn  | 1 - 2     | Deportivo Roca    | Abel Sastre | 25 de septiembre | 16:00   |
| Libre: Cipolletti |           |                   |             |                  |         |

| Fecha 5                 | Fecha 5   | Fecha 5     | Fecha 5          | Fecha 5      | Fecha 5 |
| Local                   | Resultado | Visitante   | Estadio          | Fecha        | Hora    |
| ----------------------- | --------- | ----------- | ---------------- | ------------ | ------- |
| Independiente (N)       | 0 - 1     | Cipolletti  | La Nueva Caldera | 8 de octubre | 17:00   |
| Deportivo Roca          | 1 - 1     | Villa Mitre | Luis Maiolino    | 8 de octubre | 21:15   |
| Libre: Deportivo Madryn |           |             |                  |              |         |

| Fecha 6                        | Fecha 6   | Fecha 6     | Fecha 6       | Fecha 6       | Fecha 6 |
| Local                          | Resultado | Visitante   | Estadio       | Fecha         | Hora    |
| ------------------------------ | --------- | ----------- | ------------- | ------------- | ------- |
| Deportivo Madryn               | 2 - 1     | Villa Mitre | Abel Sastre   | 12 de octubre | 16:00   |
| Deportivo Roca                 | 0 - 0     | Cipolletti  | Luis Maiolino | 12 de octubre | 21:15   |
| Libre: Independiente (Neuquén) |           |             |               |               |         |

| Fecha 7            | Fecha 7   | Fecha 7          | Fecha 7              | Fecha 7       | Fecha 7 |
| Local              | Resultado | Visitante        | Estadio              | Fecha         | Hora    |
| ------------------ | --------- | ---------------- | -------------------- | ------------- | ------- |
| Independiente (N)  | 3 - 1     | Deportivo Roca   | La Nueva Caldera     | 16 de octubre | 17:00   |
| Cipolletti         | 1 - 1     | Deportivo Madryn | La Visera de Cemento | 16 de octubre | 18:00   |
| Libre: Villa Mitre |           |                  |                      |               |         |

| Fecha 8               | Fecha 8   | Fecha 8           | Fecha 8     | Fecha 8       | Fecha 8 |
| Local                 | Resultado | Visitante         | Estadio     | Fecha         | Hora    |
| --------------------- | --------- | ----------------- | ----------- | ------------- | ------- |
| Deportivo Madryn      | 2 - 1     | Independiente (N) | Abel Sastre | 22 de octubre | 16:00   |
| Villa Mitre           | 0 - 2     | Cipolletti        | El Fortín   | 22 de octubre | 16:30   |
| Libre: Deportivo Roca |           |                   |             |               |         |

| Fecha 9           | Fecha 9   | Fecha 9          | Fecha 9          | Fecha 9       | Fecha 9 |
| Local             | Resultado | Visitante        | Estadio          | Fecha         | Hora    |
| ----------------- | --------- | ---------------- | ---------------- | ------------- | ------- |
| Independiente (N) | 0 - 0     | Villa Mitre      | La Nueva Caldera | 26 de octubre | 16:00   |
| Deportivo Roca    | 1 - 1     | Deportivo Madryn | Luis Maiolino    | 26 de octubre | 21:30   |
| Libre: Cipolletti |           |                  |                  |               |         |

| Fecha 10                | Fecha 10  | Fecha 10          | Fecha 10             | Fecha 10      | Fecha 10 |
| Local                   | Resultado | Visitante         | Estadio              | Fecha         | Hora     |
| ----------------------- | --------- | ----------------- | -------------------- | ------------- | -------- |
| Cipolletti              | 1 - 1     | Independiente (N) | La Visera de Cemento | 30 de octubre | 16:00    |
| Villa Mitre             | 2 - 0     | Deportivo Roca    | El Fortín            | 30 de octubre | 16:30    |
| Libre: Deportivo Madryn |           |                   |                      |               |          |

| Fecha 11                       | Fecha 11  | Fecha 11         | Fecha 11             | Fecha 11       | Fecha 11 |
| Local                          | Resultado | Visitante        | Estadio              | Fecha          | Hora     |
| ------------------------------ | --------- | ---------------- | -------------------- | -------------- | -------- |
| Cipolletti                     | 3 - 0     | Deportivo Roca   | La Visera de Cemento | 4 de noviembre | 21:00    |
| Villa Mitre                    | 4 - 1     | Deportivo Madryn | El Fortín            | 5 de noviembre | 17:00    |
| Libre: Independiente (Neuquén) |           |                  |                      |                |          |

| Fecha 12           | Fecha 12  | Fecha 12          | Fecha 12      | Fecha 12       | Fecha 12 |
| Local              | Resultado | Visitante         | Estadio       | Fecha          | Hora     |
| ------------------ | --------- | ----------------- | ------------- | -------------- | -------- |
| Deportivo Madryn   | 2 - 0     | Cipolletti        | Abel Sastre   | 9 de noviembre | 16:30    |
| Deportivo Roca     | 2 - 1     | Independiente (N) | Luis Maiolino | 9 de noviembre | 21:30    |
| Libre: Villa Mitre |           |                   |               |                |          |

| Fecha 13              | Fecha 13  | Fecha 13         | Fecha 13             | Fecha 13        | Fecha 13 |
| Local                 | Resultado | Visitante        | Estadio              | Fecha           | Hora     |
| --------------------- | --------- | ---------------- | -------------------- | --------------- | -------- |
| Independiente (N)     | 0 - 3     | Deportivo Madryn | La Nueva Caldera     | 13 de noviembre | 16:00    |
| Cipolletti            | 1 - 0     | Villa Mitre      | La Visera de Cemento | 13 de noviembre | 20:00    |
| Libre: Deportivo Roca |           |                  |                      |                 |          |

| Fecha 14          | Fecha 14  | Fecha 14          | Fecha 14    | Fecha 14        | Fecha 14 |
| Local             | Resultado | Visitante         | Estadio     | Fecha           | Hora     |
| ----------------- | --------- | ----------------- | ----------- | --------------- | -------- |
| Deportivo Madryn  | 0 - 0     | Deportivo Roca    | Abel Sastre | 19 de noviembre | 17:15    |
| Villa Mitre       | 3 - 2     | Independiente (N) | El Fortín   | 19 de noviembre | 20:00    |
| Libre: Cipolletti |           |                   |             |                 |          |

| Fecha 15                | Fecha 15  | Fecha 15    | Fecha 15         | Fecha 15        | Fecha 15 |
| Local                   | Resultado | Visitante   | Estadio          | Fecha           | Hora     |
| ----------------------- | --------- | ----------- | ---------------- | --------------- | -------- |
| Independiente (N)       | 0 - 2     | Cipolletti  | La Nueva Caldera | 23 de noviembre | 17:00    |
| Deportivo Roca          | 0 - 0     | Villa Mitre | Luis Maiolino    | 23 de noviembre | 21:30    |
| Libre: Deportivo Madryn |           |             |                  |                 |          |

| Fecha 16                       | Fecha 16  | Fecha 16    | Fecha 16      | Fecha 16        | Fecha 16 |
| Local                          | Resultado | Visitante   | Estadio       | Fecha           | Hora     |
| ------------------------------ | --------- | ----------- | ------------- | --------------- | -------- |
| Deportivo Madryn               | 3 - 2     | Villa Mitre | Abel Sastre   | 27 de noviembre | 17:00    |
| Deportivo Roca                 | 1 - 1     | Cipolletti  | Luis Maiolino | 27 de noviembre | 17:30    |
| Libre: Independiente (Neuquén) |           |             |               |                 |          |

| Fecha 17           | Fecha 17  | Fecha 17         | Fecha 17             | Fecha 17       | Fecha 17 |
| Local              | Resultado | Visitante        | Estadio              | Fecha          | Hora     |
| ------------------ | --------- | ---------------- | -------------------- | -------------- | -------- |
| Independiente (N)  | 2 - 0     | Deportivo Roca   | La Nueva Caldera     | 2 de diciembre | 17:00    |
| Cipolletti         | 0 - 1     | Deportivo Madryn | La Visera de Cemento | 2 de diciembre | 21:30    |
| Libre: Villa Mitre |           |                  |                      |                |          |

| Fecha 18              | Fecha 18  | Fecha 18          | Fecha 18    | Fecha 18       | Fecha 18 |
| Local                 | Resultado | Visitante         | Estadio     | Fecha          | Hora     |
| --------------------- | --------- | ----------------- | ----------- | -------------- | -------- |
| Deportivo Madryn      | 1 - 1     | Independiente (N) | Abel Sastre | 6 de diciembre | 17:00    |
| Villa Mitre           | 1 - 0     | Cipolletti        | El Fortín   | 6 de diciembre | 21:00    |
| Libre: Deportivo Roca |           |                   |             |                |          |

| Fecha 19          | Fecha 19  | Fecha 19         | Fecha 19         | Fecha 19        | Fecha 19 |
| Local             | Resultado | Visitante        | Estadio          | Fecha           | Hora     |
| ----------------- | --------- | ---------------- | ---------------- | --------------- | -------- |
| Independiente (N) | 4 - 1     | Villa Mitre      | La Nueva Caldera | 11 de diciembre | 18:30    |
| Deportivo Roca    | 1 - 0     | Deportivo Madryn | Luis Maiolino    | 11 de diciembre | 20:30    |
| Libre: Cipolletti |           |                  |                  |                 |          |

| Fecha 20                | Fecha 20  | Fecha 20          | Fecha 20             | Fecha 20        | Fecha 20 |
| Local                   | Resultado | Visitante         | Estadio              | Fecha           | Hora     |
| ----------------------- | --------- | ----------------- | -------------------- | --------------- | -------- |
| Villa Mitre             | 1 - 1     | Deportivo Roca    | El Fortín            | 16 de diciembre | 21:00    |
| Cipolletti              | 1 - 0     | Independiente (N) | La Visera de Cemento | 16 de diciembre | 21:00    |
| Libre: Deportivo Madryn |           |                   |                      |                 |          |

### Zona 2

#### Tabla de posiciones final
| Pos. | Equipo                                 | Pts. | PJ | PG | PE | PP | GF | GC | Dif. |
| ---- | -------------------------------------- | ---- | -- | -- | -- | -- | -- | -- | ---- |
| 01.º | Alvarado                               | 31   | 20 | 8  | 7  | 5  | 20 | 12 | 8    |
| 02.º | Defensores de Belgrano (Villa Ramallo) | 30   | 20 | 7  | 9  | 4  | 24 | 18 | 6    |
| 03.º | Agropecuario                           | 30   | 20 | 7  | 9  | 4  | 23 | 18 | 5    |
| 04.º | Ferro Carril Oeste (General Pico)      | 29   | 20 | 7  | 8  | 5  | 26 | 18 | 8    |
| 05.º | Rivadavia (Lincoln)                    | 22   | 20 | 5  | 7  | 8  | 18 | 31 | −13  |
| 06.º | General Belgrano (Santa Rosa)          | 15   | 20 | 3  | 6  | 11 | 16 | 30 | −14  |

|  | Clasificados a la Segunda fase y a la Primera fase preliminar de la Copa Argentina 2016-17 |
|  | Clasificado a la Segunda fase                                                              |
|  | Clasificados a la Primera etapa de la reválida                                             |

#### Resultados
| Fecha 1                     | Fecha 1   | Fecha 1                 | Fecha 1                   | Fecha 1         | Fecha 1 |
| Local                       | Resultado | Visitante               | Estadio                   | Fecha           | Hora    |
| --------------------------- | --------- | ----------------------- | ------------------------- | --------------- | ------- |
| Defensores de Belgrano (VR) | 1 - 1     | Rivadavia (L)           | Salomón Boeseldín         | 4 de septiembre | 15:30   |
| General Belgrano (SR)       | 0 - 0     | Ferro Carril Oeste (GP) | Nuevo Rancho Grande       | 4 de septiembre | 15:55   |
| Agropecuario                | 1 - 0     | Alvarado                | De la Calle Carlos Arroyo | 4 de septiembre | 16:00   |

| Fecha 2                     | Fecha 2   | Fecha 2               | Fecha 2                       | Fecha 2          | Fecha 2 |
| Local                       | Resultado | Visitante             | Estadio                       | Fecha            | Hora    |
| --------------------------- | --------- | --------------------- | ----------------------------- | ---------------- | ------- |
| Rivadavia (L)               | 0 - 0     | General Belgrano (SR) | El Coliseo                    | 11 de septiembre | 11:00   |
| Ferro Carril Oeste (GP)     | 1 - 1     | Alvarado              | El Coloso del Barrio Talleres | 11 de septiembre | 15:00   |
| Defensores de Belgrano (VR) | 1 - 1     | Agropecuario          | Salomón Boeseldín             | 11 de septiembre | 16:00   |

| Fecha 3               | Fecha 3   | Fecha 3                     | Fecha 3                   | Fecha 3          | Fecha 3 |
| Local                 | Resultado | Visitante                   | Estadio                   | Fecha            | Hora    |
| --------------------- | --------- | --------------------------- | ------------------------- | ---------------- | ------- |
| General Belgrano (SR) | 2 - 1     | Defensores de Belgrano (VR) | Nuevo Rancho Grande       | 18 de septiembre | 15:00   |
| Alvarado              | 4 - 0     | Rivadavia (L)               | José María Minella        | 18 de septiembre | 16:00   |
| Agropecuario          | 0 - 0     | Ferro Carril Oeste (GP)     | De la Calle Carlos Arroyo | 18 de septiembre | 16:00   |

| Fecha 4                     | Fecha 4   | Fecha 4                 | Fecha 4             | Fecha 4          | Fecha 4 |
| Local                       | Resultado | Visitante               | Estadio             | Fecha            | Hora    |
| --------------------------- | --------- | ----------------------- | ------------------- | ---------------- | ------- |
| Rivadavia (L)               | 2 - 2     | Ferro Carril Oeste (GP) | El Coliseo          | 25 de septiembre | 15:30   |
| General Belgrano (SR)       | 2 - 2     | Agropecuario            | Nuevo Rancho Grande | 25 de septiembre | 16:00   |
| Defensores de Belgrano (VR) | 0 - 0     | Alvarado                | Salomón Boeseldín   | 26 de septiembre | 20:30   |

| Fecha 5                 | Fecha 5   | Fecha 5                     | Fecha 5                       | Fecha 5      | Fecha 5 |
| Local                   | Resultado | Visitante                   | Estadio                       | Fecha        | Hora    |
| ----------------------- | --------- | --------------------------- | ----------------------------- | ------------ | ------- |
| Alvarado                | 1 - 0     | General Belgrano (SR)       | José María Minella            | 8 de octubre | 15:30   |
| Agropecuario            | 0 - 1     | Rivadavia (L)               | De la Calle Carlos Arroyo     | 8 de octubre | 15:30   |
| Ferro Carril Oeste (GP) | 0 - 1     | Defensores de Belgrano (VR) | El Coloso del Barrio Talleres | 8 de octubre | 19:00   |

| Fecha 6                 | Fecha 6   | Fecha 6                     | Fecha 6                       | Fecha 6       | Fecha 6 |
| Local                   | Resultado | Visitante                   | Estadio                       | Fecha         | Hora    |
| ----------------------- | --------- | --------------------------- | ----------------------------- | ------------- | ------- |
| Rivadavia (L)           | 2 - 2     | Defensores de Belgrano (VR) | El Coliseo                    | 12 de octubre | 13:30   |
| Alvarado                | 1 - 1     | Agropecuario                | José María Minella            | 12 de octubre | 20:30   |
| Ferro Carril Oeste (GP) | 3 - 1     | General Belgrano (SR)       | El Coloso del Barrio Talleres | 12 de octubre | 21:00   |

| Fecha 7               | Fecha 7   | Fecha 7                     | Fecha 7                   | Fecha 7       | Fecha 7 |
| Local                 | Resultado | Visitante                   | Estadio                   | Fecha         | Hora    |
| --------------------- | --------- | --------------------------- | ------------------------- | ------------- | ------- |
| General Belgrano (SR) | 2 - 3     | Rivadavia (L)               | Nuevo Rancho Grande       | 16 de octubre | 11:00   |
| Agropecuario          | 1 - 1     | Defensores de Belgrano (VR) | De la Calle Carlos Arroyo | 16 de octubre | 16:00   |
| Alvarado              | 1 - 1     | Ferro Carril Oeste (GP)     | José María Minella        | 16 de octubre | 16:00   |

| Fecha 8                     | Fecha 8   | Fecha 8               | Fecha 8                       | Fecha 8       | Fecha 8 |
| Local                       | Resultado | Visitante             | Estadio                       | Fecha         | Hora    |
| --------------------------- | --------- | --------------------- | ----------------------------- | ------------- | ------- |
| Rivadavia (L)               | 1 - 1     | Alvarado              | El Coliseo                    | 21 de octubre | 13:30   |
| Defensores de Belgrano (VR) | 4 - 1     | General Belgrano (SR) | Salomón Boeseldín             | 21 de octubre | 20:30   |
| Ferro Carril Oeste (GP)     | 0 - 2     | Agropecuario          | El Coloso del Barrio Talleres | 22 de octubre | 20:30   |

| Fecha 9                 | Fecha 9   | Fecha 9                     | Fecha 9                       | Fecha 9       | Fecha 9 |
| Local                   | Resultado | Visitante                   | Estadio                       | Fecha         | Hora    |
| ----------------------- | --------- | --------------------------- | ----------------------------- | ------------- | ------- |
| Alvarado                | 2 - 1     | Defensores de Belgrano (VR) | José María Minella            | 25 de octubre | 20:00   |
| Ferro Carril Oeste (GP) | 2 - 0     | Rivadavia (L)               | El Coloso del Barrio Talleres | 26 de octubre | 21:00   |
| Agropecuario            | 3 - 0     | General Belgrano (SR)       | De la Calle Carlos Arroyo     | 26 de octubre | 21:00   |

| Fecha 10                    | Fecha 10  | Fecha 10                | Fecha 10            | Fecha 10      | Fecha 10 |
| Local                       | Resultado | Visitante               | Estadio             | Fecha         | Hora     |
| --------------------------- | --------- | ----------------------- | ------------------- | ------------- | -------- |
| General Belgrano (SR)       | 0 - 1     | Alvarado                | Nuevo Rancho Grande | 30 de octubre | 16:00    |
| Defensores de Belgrano (VR) | 0 - 1     | Ferro Carril Oeste (GP) | Salomón Boeseldín   | 30 de octubre | 19:30    |
| Rivadavia (L)               | 0 - 0     | Agropecuario            | El Coliseo          | 31 de octubre | 16:00    |

| Fecha 11                    | Fecha 11  | Fecha 11                | Fecha 11                  | Fecha 11       | Fecha 11 |
| Local                       | Resultado | Visitante               | Estadio                   | Fecha          | Hora     |
| --------------------------- | --------- | ----------------------- | ------------------------- | -------------- | -------- |
| Defensores de Belgrano (VR) | 2 - 1     | Rivadavia (L)           | Salomón Boeseldín         | 5 de noviembre | 19:00    |
| Agropecuario                | 1 - 0     | Alvarado                | De la Calle Carlos Arroyo | 5 de noviembre | 20:30    |
| General Belgrano (SR)       | 1 - 4     | Ferro Carril Oeste (GP) | Nuevo Rancho Grande       | 5 de noviembre | 20:30    |

| Fecha 12                    | Fecha 12  | Fecha 12              | Fecha 12                      | Fecha 12       | Fecha 12 |
| Local                       | Resultado | Visitante             | Estadio                       | Fecha          | Hora     |
| --------------------------- | --------- | --------------------- | ----------------------------- | -------------- | -------- |
| Rivadavia (L)               | 1 - 0     | General Belgrano (SR) | El Coliseo                    | 9 de noviembre | 16:30    |
| Defensores de Belgrano (VR) | 4 - 1     | Agropecuario          | Salomón Boeseldín             | 9 de noviembre | 21:00    |
| Ferro Carril Oeste (GP)     | 0 - 1     | Alvarado              | El Coloso del Barrio Talleres | 9 de noviembre | 21:00    |

| Fecha 13              | Fecha 13  | Fecha 13                    | Fecha 13                  | Fecha 13        | Fecha 13 |
| Local                 | Resultado | Visitante                   | Estadio                   | Fecha           | Hora     |
| --------------------- | --------- | --------------------------- | ------------------------- | --------------- | -------- |
| Alvarado              | 2 - 1     | Rivadavia (L)               | José María Minella        | 13 de noviembre | 16:00    |
| General Belgrano (SR) | 1 - 1     | Defensores de Belgrano (VR) | Nuevo Rancho Grande       | 13 de noviembre | 17:00    |
| Agropecuario          | 1 - 1     | Ferro Carril Oeste (GP)     | De la Calle Carlos Arroyo | 13 de noviembre | 20:00    |

| Fecha 14                    | Fecha 14  | Fecha 14                | Fecha 14            | Fecha 14        | Fecha 14 |
| Local                       | Resultado | Visitante               | Estadio             | Fecha           | Hora     |
| --------------------------- | --------- | ----------------------- | ------------------- | --------------- | -------- |
| Defensores de Belgrano (VR) | 1 - 0     | Alvarado                | Salomón Boeseldín   | 18 de noviembre | 21:00    |
| Rivadavia (L)               | 2 - 2     | Ferro Carril Oeste (GP) | El Coliseo          | 19 de noviembre | 17:00    |
| General Belgrano (SR)       | 0 - 0     | Agropecuario            | Nuevo Rancho Grande | 19 de noviembre | 21:00    |

| Fecha 15                | Fecha 15  | Fecha 15                    | Fecha 15                      | Fecha 15        | Fecha 15 |
| Local                   | Resultado | Visitante                   | Estadio                       | Fecha           | Hora     |
| ----------------------- | --------- | --------------------------- | ----------------------------- | --------------- | -------- |
| Alvarado                | 0 - 1     | General Belgrano (SR)       | José María Minella            | 23 de noviembre | 20:00    |
| Agropecuario            | 3 - 0     | Rivadavia (L)               | De la Calle Carlos Arroyo     | 23 de noviembre | 20:30    |
| Ferro Carril Oeste (GP) | 1 - 2     | Defensores de Belgrano (VR) | El Coloso del Barrio Talleres | 23 de noviembre | 21:00    |

| Fecha 16                | Fecha 16  | Fecha 16                    | Fecha 16                      | Fecha 16        | Fecha 16 |
| Local                   | Resultado | Visitante                   | Estadio                       | Fecha           | Hora     |
| ----------------------- | --------- | --------------------------- | ----------------------------- | --------------- | -------- |
| Alvarado                | 3 - 0     | Agropecuario                | José María Minella            | 26 de noviembre | 20:00    |
| Rivadavia (L)           | 2 - 0     | Defensores de Belgrano (VR) | El Coliseo                    | 27 de noviembre | 17:00    |
| Ferro Carril Oeste (GP) | 2 - 0     | General Belgrano (SR)       | El Coloso del Barrio Talleres | 27 de noviembre | 20:00    |

| Fecha 17              | Fecha 17  | Fecha 17                    | Fecha 17                  | Fecha 17       | Fecha 17 |
| Local                 | Resultado | Visitante                   | Estadio                   | Fecha          | Hora     |
| --------------------- | --------- | --------------------------- | ------------------------- | -------------- | -------- |
| Alvarado              | 1 - 0     | Ferro Carril Oeste (GP)     | José María Minella        | 2 de diciembre | 20:00    |
| Agropecuario          | 1 - 1     | Defensores de Belgrano (VR) | De la Calle Carlos Arroyo | 2 de diciembre | 20:30    |
| General Belgrano (SR) | 4 - 0     | Rivadavia (L)               | Nuevo Rancho Grande       | 2 de diciembre | 21:00    |

| Fecha 18                    | Fecha 18  | Fecha 18              | Fecha 18                      | Fecha 18       | Fecha 18 |
| Local                       | Resultado | Visitante             | Estadio                       | Fecha          | Hora     |
| --------------------------- | --------- | --------------------- | ----------------------------- | -------------- | -------- |
| Rivadavia (L)               | 1 - 0     | Alvarado              | El Coliseo                    | 6 de diciembre | 17:00    |
| Defensores de Belgrano (VR) | 1 - 0     | General Belgrano (SR) | Salomón Boeseldín             | 6 de diciembre | 21:00    |
| Ferro Carril Oeste (GP)     | 3 - 2     | Agropecuario          | El Coloso del Barrio Talleres | 6 de diciembre | 21:00    |

| Fecha 19                | Fecha 19  | Fecha 19                    | Fecha 19                      | Fecha 19        | Fecha 19 |
| Local                   | Resultado | Visitante                   | Estadio                       | Fecha           | Hora     |
| ----------------------- | --------- | --------------------------- | ----------------------------- | --------------- | -------- |
| Agropecuario            | 2 - 0     | General Belgrano (SR)       | De la Calle Carlos Arroyo     | 11 de diciembre | 20:00    |
| Alvarado                | 0 - 0     | Defensores de Belgrano (VR) | José María Minella            | 11 de diciembre | 20:30    |
| Ferro Carril Oeste (GP) | 3 - 0     | Rivadavia (L)               | El Coloso del Barrio Talleres | 11 de diciembre | 21:00    |

| Fecha 20                    | Fecha 20  | Fecha 20                | Fecha 20            | Fecha 20        | Fecha 20 |
| Local                       | Resultado | Visitante               | Estadio             | Fecha           | Hora     |
| --------------------------- | --------- | ----------------------- | ------------------- | --------------- | -------- |
| Rivadavia (L)               | 0 - 1     | Agropecuario            | El Coliseo          | 17 de diciembre | 17:30    |
| Defensores de Belgrano (VR) | 0 - 0     | Ferro Carril Oeste (GP) | Salomón Boeseldín   | 17 de diciembre | 17:30    |
| General Belgrano (SR)       | 1 - 1     | Alvarado                | Nuevo Rancho Grande | 17 de diciembre | 21:00    |

| 1. |

### Zona 3

#### Tabla de posiciones final
| Pos. | Equipo                       | Pts. | PJ | PG | PE | PP | GF | GC | Dif. |
| ---- | ---------------------------- | ---- | -- | -- | -- | -- | -- | -- | ---- |
| 01.º | Gimnasia y Esgrima (Mendoza) | 27   | 16 | 7  | 6  | 3  | 24 | 11 | 13   |
| 02.º | Unión (Villa Krause)         | 21   | 16 | 3  | 12 | 1  | 16 | 15 | 1    |
| 03.º | Deportivo Maipú              | 20   | 16 | 4  | 8  | 4  | 13 | 15 | −2   |
| 04.º | Gutiérrez SC                 | 16   | 16 | 3  | 7  | 6  | 17 | 20 | −3   |
| 05.º | Desamparados                 | 16   | 16 | 3  | 7  | 6  | 12 | 21 | −9   |

|  | Clasificados a la Segunda fase y a la Primera fase preliminar de la Copa Argentina 2016-17 |
|  | Clasificados a la Primera etapa de la reválida                                             |

#### Resultados
| Fecha 1                             | Fecha 1   | Fecha 1         | Fecha 1                   | Fecha 1         | Fecha 1 |
| Local                               | Resultado | Visitante       | Estadio                   | Fecha           | Hora    |
| ----------------------------------- | --------- | --------------- | ------------------------- | --------------- | ------- |
| Gutiérrez SC                        | 0 - 0     | Deportivo Maipú | General Gutiérrez         | 4 de septiembre | 16:00   |
| Unión (VK)                          | 3 - 1     | Desamparados    | San Juan del Bicentenario | 4 de septiembre | 16:00   |
| Libre: Gimnasia y Esgrima (Mendoza) |           |                 |                           |                 |         |

| Fecha 2             | Fecha 2   | Fecha 2                | Fecha 2                | Fecha 2          | Fecha 2 |
| Local               | Resultado | Visitante              | Estadio                | Fecha            | Hora    |
| ------------------- | --------- | ---------------------- | ---------------------- | ---------------- | ------- |
| Desamparados        | 0 - 0     | Gimnasia y Esgrima (M) | El Serpentario         | 11 de septiembre | 16:00   |
| Deportivo Maipú     | 1 - 1     | Unión (VK)             | Omar Higinio Sperdutti | 11 de septiembre | 16:15   |
| Libre: Gutiérrez SC |           |                        |                        |                  |         |

| Fecha 3                | Fecha 3   | Fecha 3         | Fecha 3                    | Fecha 3          | Fecha 3 |
| Local                  | Resultado | Visitante       | Estadio                    | Fecha            | Hora    |
| ---------------------- | --------- | --------------- | -------------------------- | ---------------- | ------- |
| Unión (VK)             | 0 - 0     | Gutiérrez SC    | San Juan del Bicentenario  | 18 de septiembre | 16:15   |
| Gimnasia y Esgrima (M) | 0 - 0     | Deportivo Maipú | Víctor Antonio Legrotaglie | 19 de septiembre | 21:30   |
| Libre: Desamparados    |           |                 |                            |                  |         |

| Fecha 4                     | Fecha 4   | Fecha 4                | Fecha 4                | Fecha 4          | Fecha 4 |
| Local                       | Resultado | Visitante              | Estadio                | Fecha            | Hora    |
| --------------------------- | --------- | ---------------------- | ---------------------- | ---------------- | ------- |
| Gutiérrez SC                | 1 - 2     | Gimnasia y Esgrima (M) | General Gutiérrez      | 25 de septiembre | 16:15   |
| Deportivo Maipú             | 1 - 1     | Desamparados           | Omar Higinio Sperdutti | 26 de septiembre | 21:00   |
| Libre: Unión (Villa Krause) |           |                        |                        |                  |         |

| Fecha 5                | Fecha 5   | Fecha 5      | Fecha 5                    | Fecha 5      | Fecha 5 |
| Local                  | Resultado | Visitante    | Estadio                    | Fecha        | Hora    |
| ---------------------- | --------- | ------------ | -------------------------- | ------------ | ------- |
| Desamparados           | 2 - 0     | Gutiérrez SC | El Serpentario             | 7 de octubre | 21:30   |
| Gimnasia y Esgrima (M) | 3 - 0     | Unión (VK)   | Víctor Antonio Legrotaglie | 8 de octubre | 20:00   |
| Libre: Deportivo Maipú |           |              |                            |              |         |

| Fecha 6                             | Fecha 6   | Fecha 6      | Fecha 6                | Fecha 6       | Fecha 6 |
| Local                               | Resultado | Visitante    | Estadio                | Fecha         | Hora    |
| ----------------------------------- | --------- | ------------ | ---------------------- | ------------- | ------- |
| Deportivo Maipú                     | 4 - 1     | Gutiérrez SC | Omar Higinio Sperdutti | 12 de octubre | 14:30   |
| Desamparados                        | 0 - 0     | Unión (VK)   | El Serpentario         | 12 de octubre | 21:30   |
| Libre: Gimnasia y Esgrima (Mendoza) |           |              |                        |               |         |

| Fecha 7                | Fecha 7   | Fecha 7         | Fecha 7                    | Fecha 7       | Fecha 7 |
| Local                  | Resultado | Visitante       | Estadio                    | Fecha         | Hora    |
| ---------------------- | --------- | --------------- | -------------------------- | ------------- | ------- |
| Unión (VK)             | 0 - 0     | Deportivo Maipú | 12 de Octubre              | 16 de octubre | 17:00   |
| Gimnasia y Esgrima (M) | 4 - 1     | Desamparados    | Víctor Antonio Legrotaglie | 16 de octubre | 19:30   |
| Libre: Gutiérrez SC    |           |                 |                            |               |         |

| Fecha 8             | Fecha 8   | Fecha 8                | Fecha 8                | Fecha 8       | Fecha 8 |
| Local               | Resultado | Visitante              | Estadio                | Fecha         | Hora    |
| ------------------- | --------- | ---------------------- | ---------------------- | ------------- | ------- |
| Deportivo Maipú     | 0 - 2     | Gimnasia y Esgrima (M) | Omar Higinio Sperdutti | 21 de octubre | 21:15   |
| Gutiérrez SC        | 0 - 1     | Unión (VK)             | General Gutiérrez      | 22 de octubre | 16:30   |
| Libre: Desamparados |           |                        |                        |               |         |

| Fecha 9                     | Fecha 9   | Fecha 9         | Fecha 9                    | Fecha 9       | Fecha 9 |
| Local                       | Resultado | Visitante       | Estadio                    | Fecha         | Hora    |
| --------------------------- | --------- | --------------- | -------------------------- | ------------- | ------- |
| Gimnasia y Esgrima (M)      | 1 - 0     | Gutiérrez SC    | Víctor Antonio Legrotaglie | 26 de octubre | 21:30   |
| Desamparados                | 2 - 0     | Deportivo Maipú | El Serpentario             | 26 de octubre | 21:45   |
| Libre: Unión (Villa Krause) |           |                 |                            |               |         |

| Fecha 10               | Fecha 10  | Fecha 10               | Fecha 10          | Fecha 10      | Fecha 10 |
| Local                  | Resultado | Visitante              | Estadio           | Fecha         | Hora     |
| ---------------------- | --------- | ---------------------- | ----------------- | ------------- | -------- |
| Gutiérrez SC           | 3 - 0     | Desamparados           | General Gutiérrez | 30 de octubre | 16:30    |
| Unión (VK)             | 1 - 1     | Gimnasia y Esgrima (M) | 12 de Octubre     | 30 de octubre | 17:00    |
| Libre: Deportivo Maipú |           |                        |                   |               |          |

| Fecha 11                            | Fecha 11  | Fecha 11        | Fecha 11          | Fecha 11       | Fecha 11 |
| Local                               | Resultado | Visitante       | Estadio           | Fecha          | Hora     |
| ----------------------------------- | --------- | --------------- | ----------------- | -------------- | -------- |
| Unión (VK)                          | 0 - 0     | Desamparados    | 12 de Octubre     | 4 de noviembre | 22:00    |
| Gutiérrez SC                        | 2 - 0     | Deportivo Maipú | General Gutiérrez | 5 de noviembre | 16:30    |
| Libre: Gimnasia y Esgrima (Mendoza) |           |                 |                   |                |          |

| Fecha 12            | Fecha 12  | Fecha 12               | Fecha 12               | Fecha 12       | Fecha 12 |
| Local               | Resultado | Visitante              | Estadio                | Fecha          | Hora     |
| ------------------- | --------- | ---------------------- | ---------------------- | -------------- | -------- |
| Deportivo Maipú     | 0 - 0     | Unión (VK)             | Omar Higinio Sperdutti | 9 de noviembre | 21:15    |
| Desamparados        | 2 - 2     | Gimnasia y Esgrima (M) | El Serpentario         | 9 de noviembre | 21:30    |
| Libre: Gutiérrez SC |           |                        |                        |                |          |

| Fecha 13               | Fecha 13  | Fecha 13        | Fecha 13                   | Fecha 13        | Fecha 13 |
| Local                  | Resultado | Visitante       | Estadio                    | Fecha           | Hora     |
| ---------------------- | --------- | --------------- | -------------------------- | --------------- | -------- |
| Unión (VK)             | 1 - 1     | Gutiérrez SC    | 12 de Octubre              | 13 de noviembre | 17:00    |
| Gimnasia y Esgrima (M) | 3 - 0     | Deportivo Maipú | Víctor Antonio Legrotaglie | 13 de noviembre | 20:00    |
| Libre: Desamparados    |           |                 |                            |                 |          |

| Fecha 14                    | Fecha 14  | Fecha 14               | Fecha 14               | Fecha 14        | Fecha 14 |
| Local                       | Resultado | Visitante              | Estadio                | Fecha           | Hora     |
| --------------------------- | --------- | ---------------------- | ---------------------- | --------------- | -------- |
| Deportivo Maipú             | 2 - 0     | Desamparados           | Omar Higinio Sperdutti | 18 de noviembre | 21:15    |
| Gutiérrez SC                | 0 - 0     | Gimnasia y Esgrima (M) | General Gutiérrez      | 19 de noviembre | 17:00    |
| Libre: Unión (Villa Krause) |           |                        |                        |                 |          |

| Fecha 15               | Fecha 15  | Fecha 15     | Fecha 15                   | Fecha 15        | Fecha 15 |
| Local                  | Resultado | Visitante    | Estadio                    | Fecha           | Hora     |
| ---------------------- | --------- | ------------ | -------------------------- | --------------- | -------- |
| Gimnasia y Esgrima (M) | 2 - 2     | Unión (VK)   | Víctor Antonio Legrotaglie | 23 de noviembre | 21:30    |
| Desamparados           | 1 - 0     | Gutiérrez SC | El Serpentario             | 23 de noviembre | 21:30    |
| Libre: Deportivo Maipú |           |              |                            |                 |          |

| Fecha 16                            | Fecha 16  | Fecha 16     | Fecha 16               | Fecha 16        | Fecha 16 |
| Local                               | Resultado | Visitante    | Estadio                | Fecha           | Hora     |
| ----------------------------------- | --------- | ------------ | ---------------------- | --------------- | -------- |
| Deportivo Maipú                     | 2 - 2     | Gutiérrez SC | Omar Higinio Sperdutti | 27 de noviembre | 17:30    |
| Desamparados                        | 2 - 2     | Unión (VK)   | El Serpentario         | 27 de noviembre | 20:00    |
| Libre: Gimnasia y Esgrima (Mendoza) |           |              |                        |                 |          |

| Fecha 17               | Fecha 17  | Fecha 17        | Fecha 17                   | Fecha 17       | Fecha 17 |
| Local                  | Resultado | Visitante       | Estadio                    | Fecha          | Hora     |
| ---------------------- | --------- | --------------- | -------------------------- | -------------- | -------- |
| Gimnasia y Esgrima (M) | 3 - 0     | Desamparados    | Víctor Antonio Legrotaglie | 2 de diciembre | 21:30    |
| Unión (VK)             | 1 - 1     | Deportivo Maipú | San Juan del Bicentenario  | 2 de diciembre | 22:00    |
| Libre: Gutiérrez SC    |           |                 |                            |                |          |

| Fecha 18            | Fecha 18  | Fecha 18               | Fecha 18               | Fecha 18       | Fecha 18 |
| Local               | Resultado | Visitante              | Estadio                | Fecha          | Hora     |
| ------------------- | --------- | ---------------------- | ---------------------- | -------------- | -------- |
| Gutiérrez SC        | 3 - 3     | Unión (VK)             | General Gutiérrez      | 6 de diciembre | 17:00    |
| Deportivo Maipú     | 1 - 0     | Gimnasia y Esgrima (M) | Omar Higinio Sperdutti | 6 de diciembre | 21:30    |
| Libre: Desamparados |           |                        |                        |                |          |

| Fecha 19                    | Fecha 19  | Fecha 19        | Fecha 19                   | Fecha 19        | Fecha 19 |
| Local                       | Resultado | Visitante       | Estadio                    | Fecha           | Hora     |
| --------------------------- | --------- | --------------- | -------------------------- | --------------- | -------- |
| Gimnasia y Esgrima (M)      | 1 - 2     | Gutiérrez SC    | Víctor Antonio Legrotaglie | 11 de diciembre | 20:30    |
| Desamparados                | 0 - 1     | Deportivo Maipú | El Serpentario             | 12 de diciembre | 21:30    |
| Libre: Unión (Villa Krause) |           |                 |                            |                 |          |

| Fecha 20               | Fecha 20  | Fecha 20               | Fecha 20                  | Fecha 20        | Fecha 20 |
| Local                  | Resultado | Visitante              | Estadio                   | Fecha           | Hora     |
| ---------------------- | --------- | ---------------------- | ------------------------- | --------------- | -------- |
| Gutiérrez SC           | 0 - 0     | Desamparados           | General Gutiérrez         | 17 de diciembre | 17:30    |
| Unión (VK)             | 1 - 0     | Gimnasia y Esgrima (M) | San Juan del Bicentenario | 17 de diciembre | 18:00    |
| Libre: Deportivo Maipú |           |                        |                           |                 |          |

### Zona 4

#### Tabla de posiciones final
| Pos. | Equipo                       | Pts. | PJ | PG | PE | PP | GF | GC | Dif. |
| ---- | ---------------------------- | ---- | -- | -- | -- | -- | -- | -- | ---- |
| 01.º | Mitre (Santiago del Estero)  | 24   | 16 | 6  | 6  | 4  | 15 | 12 | 3    |
| 02.º | Unión Aconquija              | 22   | 16 | 5  | 7  | 4  | 14 | 12 | 2    |
| 03.º | Juventud Unida Universitario | 20   | 16 | 5  | 5  | 6  | 15 | 13 | 2    |
| 04.º | San Lorenzo de Alem          | 19   | 16 | 3  | 10 | 3  | 16 | 19 | −3   |
| 05.º | Sportivo Belgrano            | 19   | 16 | 5  | 4  | 7  | 17 | 21 | −4   |

|  | Clasificados a la Segunda fase y a la Primera fase preliminar de la Copa Argentina 2016-17 |
|  | Clasificados a la Primera etapa de la reválida                                             |

#### Resultados
| Fecha 1                             | Fecha 1   | Fecha 1             | Fecha 1                          | Fecha 1         | Fecha 1 |
| Local                               | Resultado | Visitante           | Estadio                          | Fecha           | Hora    |
| ----------------------------------- | --------- | ------------------- | -------------------------------- | --------------- | ------- |
| Unión Aconquija                     | 0 - 0     | San Lorenzo de Alem | Tiro Federal y Gimnasia          | 4 de septiembre | 16:00   |
| Mitre (SdE)                         | 3 - 0     | Sportivo Belgrano   | Dres. José y Antonio Castiglione | 4 de septiembre | 16:30   |
| Libre: Juventud Unida Universitario |           |                     |                                  |                 |         |

| Fecha 2                            | Fecha 2   | Fecha 2           | Fecha 2             | Fecha 2          | Fecha 2 |
| Local                              | Resultado | Visitante         | Estadio             | Fecha            | Hora    |
| ---------------------------------- | --------- | ----------------- | ------------------- | ---------------- | ------- |
| San Lorenzo de Alem                | 1 - 1     | Juventud Unida U. | Malvinas Argentinas | 11 de septiembre | 16:00   |
| Sportivo Belgrano                  | 3 - 2     | Unión Aconquija   | Oscar C. Boero      | 11 de septiembre | 17:00   |
| Libre: Mitre (Santiago del Estero) |           |                   |                     |                  |         |

| Fecha 3                    | Fecha 3   | Fecha 3           | Fecha 3                 | Fecha 3          | Fecha 3 |
| Local                      | Resultado | Visitante         | Estadio                 | Fecha            | Hora    |
| -------------------------- | --------- | ----------------- | ----------------------- | ---------------- | ------- |
| Juventud Unida U.          | 0 - 2     | Sportivo Belgrano | Mario Sebastián Diez    | 18 de septiembre | 16:00   |
| Unión Aconquija            | 0 - 0     | Mitre (SdE)       | Tiro Federal y Gimnasia | 18 de septiembre | 16:00   |
| Libre: San Lorenzo de Alem |           |                   |                         |                  |         |

| Fecha 4                | Fecha 4   | Fecha 4             | Fecha 4                          | Fecha 4          | Fecha 4 |
| Local                  | Resultado | Visitante           | Estadio                          | Fecha            | Hora    |
| ---------------------- | --------- | ------------------- | -------------------------------- | ---------------- | ------- |
| Mitre (SdE)            | 0 - 0     | Juventud Unida U.   | Dres. José y Antonio Castiglione | 23 de septiembre | 22:00   |
| Sportivo Belgrano      | 0 - 0     | San Lorenzo de Alem | Oscar C. Boero                   | 25 de septiembre | 17:00   |
| Libre: Unión Aconquija |           |                     |                                  |                  |         |

| Fecha 5                  | Fecha 5   | Fecha 5         | Fecha 5              | Fecha 5      | Fecha 5 |
| Local                    | Resultado | Visitante       | Estadio              | Fecha        | Hora    |
| ------------------------ | --------- | --------------- | -------------------- | ------------ | ------- |
| Juventud Unida U.        | 1 - 2     | Unión Aconquija | Mario Sebastián Diez | 8 de octubre | 16:30   |
| San Lorenzo de Alem      | 1 - 0     | Mitre (SdE)     | Malvinas Argentinas  | 8 de octubre | 17:00   |
| Libre: Sportivo Belgrano |           |                 |                      |              |         |

| Fecha 6                             | Fecha 6   | Fecha 6         | Fecha 6             | Fecha 6       | Fecha 6 |
| Local                               | Resultado | Visitante       | Estadio             | Fecha         | Hora    |
| ----------------------------------- | --------- | --------------- | ------------------- | ------------- | ------- |
| San Lorenzo de Alem                 | 1 - 1     | Unión Aconquija | Malvinas Argentinas | 12 de octubre | 17:00   |
| Sportivo Belgrano                   | 3 - 1     | Mitre (SdE)     | Oscar C. Boero      | 12 de octubre | 21:00   |
| Libre: Juventud Unida Universitario |           |                 |                     |               |         |

| Fecha 7                            | Fecha 7   | Fecha 7             | Fecha 7                 | Fecha 7       | Fecha 7 |
| Local                              | Resultado | Visitante           | Estadio                 | Fecha         | Hora    |
| ---------------------------------- | --------- | ------------------- | ----------------------- | ------------- | ------- |
| Juventud Unida U.                  | 4 - 1     | San Lorenzo de Alem | Mario Sebastián Diez    | 16 de octubre | 11:00   |
| Unión Aconquija                    | 2 - 1     | Sportivo Belgrano   | Tiro Federal y Gimnasia | 16 de octubre | 17:00   |
| Libre: Mitre (Santiago del Estero) |           |                     |                         |               |         |

| Fecha 8                    | Fecha 8   | Fecha 8           | Fecha 8                          | Fecha 8       | Fecha 8 |
| Local                      | Resultado | Visitante         | Estadio                          | Fecha         | Hora    |
| -------------------------- | --------- | ----------------- | -------------------------------- | ------------- | ------- |
| Sportivo Belgrano          | 1 - 3     | Juventud Unida U. | Oscar C. Boero                   | 21 de octubre | 21:00   |
| Mitre (SdE)                | 1 - 0     | Unión Aconquija   | Dres. José y Antonio Castiglione | 22 de octubre | 20:30   |
| Libre: San Lorenzo de Alem |           |                   |                                  |               |         |

| Fecha 9                | Fecha 9   | Fecha 9           | Fecha 9              | Fecha 9       | Fecha 9 |
| Local                  | Resultado | Visitante         | Estadio              | Fecha         | Hora    |
| ---------------------- | --------- | ----------------- | -------------------- | ------------- | ------- |
| Juventud Unida U.      | 0 - 0     | Mitre (SdE)       | Mario Sebastián Diez | 26 de octubre | 15:00   |
| San Lorenzo de Alem    | 3 - 1     | Sportivo Belgrano | Malvinas Argentinas  | 26 de octubre | 17:00   |
| Libre: Unión Aconquija |           |                   |                      |               |         |

| Fecha 10                 | Fecha 10  | Fecha 10            | Fecha 10                         | Fecha 10      | Fecha 10 |
| Local                    | Resultado | Visitante           | Estadio                          | Fecha         | Hora     |
| ------------------------ | --------- | ------------------- | -------------------------------- | ------------- | -------- |
| Mitre (SdE)              | 3 - 0     | San Lorenzo de Alem | Dres. José y Antonio Castiglione | 30 de octubre | 17:00    |
| Unión Aconquija          | 1 - 0     | Juventud Unida U.   | Tiro Federal y Gimnasia          | 30 de octubre | 17:00    |
| Libre: Sportivo Belgrano |           |                     |                                  |               |          |

| Fecha 11                            | Fecha 11  | Fecha 11            | Fecha 11                         | Fecha 11       | Fecha 11 |
| Local                               | Resultado | Visitante           | Estadio                          | Fecha          | Hora     |
| ----------------------------------- | --------- | ------------------- | -------------------------------- | -------------- | -------- |
| Mitre (SdE)                         | 2 - 0     | Sportivo Belgrano   | Dres. José y Antonio Castiglione | 4 de noviembre | 22:00    |
| Unión Aconquija                     | 0 - 2     | San Lorenzo de Alem | Tiro Federal y Gimnasia          | 5 de noviembre | 17:30    |
| Libre: Juventud Unida Universitario |           |                     |                                  |                |          |

| Fecha 12                           | Fecha 12  | Fecha 12          | Fecha 12            | Fecha 12       | Fecha 12 |
| Local                              | Resultado | Visitante         | Estadio             | Fecha          | Hora     |
| ---------------------------------- | --------- | ----------------- | ------------------- | -------------- | -------- |
| San Lorenzo de Alem                | 1 - 3     | Juventud Unida U. | Malvinas Argentinas | 9 de noviembre | 17:00    |
| Sportivo Belgrano                  | 2 - 0     | Unión Aconquija   | Oscar C. Boero      | 9 de noviembre | 21:00    |
| Libre: Mitre (Santiago del Estero) |           |                   |                     |                |          |

| Fecha 13                   | Fecha 13  | Fecha 13          | Fecha 13                | Fecha 13        | Fecha 13 |
| Local                      | Resultado | Visitante         | Estadio                 | Fecha           | Hora     |
| -------------------------- | --------- | ----------------- | ----------------------- | --------------- | -------- |
| Unión Aconquija            | 4 - 0     | Mitre (SdE)       | Tiro Federal y Gimnasia | 13 de noviembre | 17:00    |
| Juventud Unida U.          | 1 - 0     | Sportivo Belgrano | Mario Sebastián Diez    | 13 de noviembre | 17:00    |
| Libre: San Lorenzo de Alem |           |                   |                         |                 |          |

| Fecha 14               | Fecha 14  | Fecha 14            | Fecha 14                         | Fecha 14        | Fecha 14 |
| Local                  | Resultado | Visitante           | Estadio                          | Fecha           | Hora     |
| ---------------------- | --------- | ------------------- | -------------------------------- | --------------- | -------- |
| Mitre (SdE)            | 1 - 0     | Juventud Unida U.   | Dres. José y Antonio Castiglione | 18 de noviembre | 22:00    |
| Sportivo Belgrano      | 0 - 0     | San Lorenzo de Alem | Oscar C. Boero                   | 19 de noviembre | 18:30    |
| Libre: Unión Aconquija |           |                     |                                  |                 |          |

| Fecha 15                 | Fecha 15  | Fecha 15        | Fecha 15             | Fecha 15        | Fecha 15 |
| Local                    | Resultado | Visitante       | Estadio              | Fecha           | Hora     |
| ------------------------ | --------- | --------------- | -------------------- | --------------- | -------- |
| San Lorenzo de Alem      | 1 - 1     | Mitre (SdE)     | Malvinas Argentinas  | 23 de noviembre | 17:00    |
| Juventud Unida U.        | 0 - 1     | Unión Aconquija | Mario Sebastián Diez | 24 de noviembre | 17:00    |
| Libre: Sportivo Belgrano |           |                 |                      |                 |          |

| Fecha 16                            | Fecha 16  | Fecha 16        | Fecha 16            | Fecha 16        | Fecha 16 |
| Local                               | Resultado | Visitante       | Estadio             | Fecha           | Hora     |
| ----------------------------------- | --------- | --------------- | ------------------- | --------------- | -------- |
| Sportivo Belgrano                   | 0 - 1     | Mitre (SdE)     | Oscar C. Boero      | 27 de noviembre | 19:30    |
| San Lorenzo de Alem                 | 0 - 0     | Unión Aconquija | Malvinas Argentinas | 28 de noviembre | 17:00    |
| Libre: Juventud Unida Universitario |           |                 |                     |                 |          |

| Fecha 17                           | Fecha 17  | Fecha 17            | Fecha 17                | Fecha 17       | Fecha 17 |
| Local                              | Resultado | Visitante           | Estadio                 | Fecha          | Hora     |
| ---------------------------------- | --------- | ------------------- | ----------------------- | -------------- | -------- |
| Unión Aconquija                    | 1 - 1     | Sportivo Belgrano   | Tiro Federal y Gimnasia | 2 de diciembre | 17:00    |
| Juventud Unida U.                  | 1 - 1     | San Lorenzo de Alem | Mario Sebastián Diez    | 2 de diciembre | 21:30    |
| Libre: Mitre (Santiago del Estero) |           |                     |                         |                |          |

| Fecha 18                   | Fecha 18  | Fecha 18          | Fecha 18                         | Fecha 18       | Fecha 18 |
| Local                      | Resultado | Visitante         | Estadio                          | Fecha          | Hora     |
| -------------------------- | --------- | ----------------- | -------------------------------- | -------------- | -------- |
| Sportivo Belgrano          | 1 - 0     | Juventud Unida U. | Oscar C. Boero                   | 6 de diciembre | 21:00    |
| Mitre (SdE)                | 0 - 0     | Unión Aconquija   | Dres. José y Antonio Castiglione | 6 de diciembre | 22:00    |
| Libre: San Lorenzo de Alem |           |                   |                                  |                |          |

| Fecha 19               | Fecha 19  | Fecha 19          | Fecha 19             | Fecha 19        | Fecha 19 |
| Local                  | Resultado | Visitante         | Estadio              | Fecha           | Hora     |
| ---------------------- | --------- | ----------------- | -------------------- | --------------- | -------- |
| San Lorenzo de Alem    | 2 - 2     | Sportivo Belgrano | Malvinas Argentinas  | 11 de diciembre | 21:00    |
| Juventud Unida U.      | 1 - 0     | Mitre (SdE)       | Mario Sebastián Diez | 11 de diciembre | 21:30    |
| Libre: Unión Aconquija |           |                   |                      |                 |          |

| Fecha 20                 | Fecha 20  | Fecha 20            | Fecha 20                         | Fecha 20        | Fecha 20 |
| Local                    | Resultado | Visitante           | Estadio                          | Fecha           | Hora     |
| ------------------------ | --------- | ------------------- | -------------------------------- | --------------- | -------- |
| Mitre (SdE)              | 2 - 2     | San Lorenzo de Alem | Dres. José y Antonio Castiglione | 17 de diciembre | 17:00    |
| Unión Aconquija          | 0 - 0     | Juventud Unida U.   | Tiro Federal y Gimnasia          | 17 de diciembre | 17:00    |
| Libre: Sportivo Belgrano |           |                     |                                  |                 |          |

| 1. |

### Zona 5

#### Tabla de posiciones final
| Pos. | Equipo                  | Pts. | PJ | PG | PE | PP | GF | GC | Dif. |
| ---- | ----------------------- | ---- | -- | -- | -- | -- | -- | -- | ---- |
| 01.º | Gimnasia y Tiro (Salta) | 30   | 16 | 9  | 3  | 4  | 36 | 25 | 11   |
| 02.º | Altos Hornos Zapla      | 27   | 16 | 7  | 6  | 3  | 28 | 18 | 10   |
| 03.º | Juventud Antoniana      | 24   | 16 | 7  | 3  | 6  | 23 | 23 | 0    |
| 04.º | Concepción FC           | 16   | 16 | 5  | 1  | 10 | 16 | 32 | −16  |
| 05.º | San Jorge (Tucumán)     | 15   | 16 | 4  | 3  | 9  | 20 | 25 | −5   |

|  | Clasificados a la Segunda fase y a la Primera fase preliminar de la Copa Argentina 2016-17 |
|  | Clasificado a la Segunda fase                                                              |
|  | Clasificados a la Primera etapa de la reválida                                             |

#### Resultados
| Fecha 1              | Fecha 1   | Fecha 1            | Fecha 1              | Fecha 1         | Fecha 1 |
| Local                | Resultado | Visitante          | Estadio              | Fecha           | Hora    |
| -------------------- | --------- | ------------------ | -------------------- | --------------- | ------- |
| San Jorge (T)        | 0 - 1     | Altos Hornos Zapla | Senador Luis Cruz    | 4 de septiembre | 11:00   |
| Gimnasia y Tiro (S)  | 0 - 1     | Juventud Antoniana | El Gigante del Norte | 4 de septiembre | 16:30   |
| Libre: Concepción FC |           |                    |                      |                 |         |

| Fecha 2                    | Fecha 2   | Fecha 2             | Fecha 2               | Fecha 2          | Fecha 2 |
| Local                      | Resultado | Visitante           | Estadio               | Fecha            | Hora    |
| -------------------------- | --------- | ------------------- | --------------------- | ---------------- | ------- |
| Altos Hornos Zapla         | 2 - 2     | Gimnasia y Tiro (S) | Emilio Fabrizzi       | 11 de septiembre | 16:00   |
| Juventud Antoniana         | 2 - 0     | Concepción FC       | Fray Honorato Pistoia | 11 de septiembre | 16:30   |
| Libre: San Jorge (Tucumán) |           |                     |                       |                  |         |

| Fecha 3                   | Fecha 3   | Fecha 3            | Fecha 3              | Fecha 3          | Fecha 3 |
| Local                     | Resultado | Visitante          | Estadio              | Fecha            | Hora    |
| ------------------------- | --------- | ------------------ | -------------------- | ---------------- | ------- |
| Concepción FC             | 1 - 1     | Altos Hornos Zapla | Stewart Shipton      | 18 de septiembre | 16:00   |
| Gimnasia y Tiro (S)       | 1 - 0     | San Jorge (T)      | El Gigante del Norte | 18 de septiembre | 16:30   |
| Libre: Juventud Antoniana |           |                    |                      |                  |         |

| Fecha 4                        | Fecha 4   | Fecha 4            | Fecha 4           | Fecha 4          | Fecha 4 |
| Local                          | Resultado | Visitante          | Estadio           | Fecha            | Hora    |
| ------------------------------ | --------- | ------------------ | ----------------- | ---------------- | ------- |
| San Jorge (S)                  | 2 - 0     | Concepción FC      | Senador Luis Cruz | 25 de septiembre | 11:00   |
| Altos Hornos Zapla             | 1 - 0     | Juventud Antoniana | Emilio Fabrizzi   | 25 de septiembre | 17:00   |
| Libre: Gimnasia y Tiro (Salta) |           |                    |                   |                  |         |

| Fecha 5                   | Fecha 5   | Fecha 5             | Fecha 5               | Fecha 5      | Fecha 5 |
| Local                     | Resultado | Visitante           | Estadio               | Fecha        | Hora    |
| ------------------------- | --------- | ------------------- | --------------------- | ------------ | ------- |
| Juventud Antoniana        | 3 - 6     | San Jorge (T)       | Fray Honorato Pistoia | 7 de octubre | 22:00   |
| Concepción FC             | 1 - 3     | Gimnasia y Tiro (S) | Stewart Shipton       | 8 de octubre | 14:30   |
| Libre: Altos Hornos Zapla |           |                     |                       |              |         |

| Fecha 6              | Fecha 6   | Fecha 6             | Fecha 6               | Fecha 6       | Fecha 6 |
| Local                | Resultado | Visitante           | Estadio               | Fecha         | Hora    |
| -------------------- | --------- | ------------------- | --------------------- | ------------- | ------- |
| Altos Hornos Zapla   | 4 - 1     | San Jorge (T)       | Emilio Fabrizzi       | 12 de octubre | 21:30   |
| Juventud Antoniana   | 2 - 2     | Gimnasia y Tiro (S) | Fray Honorato Pistoia | 12 de octubre | 22:00   |
| Libre: Concepción FC |           |                     |                       |               |         |

| Fecha 7                    | Fecha 7   | Fecha 7            | Fecha 7              | Fecha 7       | Fecha 7 |
| Local                      | Resultado | Visitante          | Estadio              | Fecha         | Hora    |
| -------------------------- | --------- | ------------------ | -------------------- | ------------- | ------- |
| Concepción FC              | 1 - 0     | Juventud Antoniana | Stewart Shipton      | 16 de octubre | 16:00   |
| Gimnasia y Tiro (S)        | 2 - 2     | Altos Hornos Zapla | El Gigante del Norte | 16 de octubre | 17:30   |
| Libre: San Jorge (Tucumán) |           |                    |                      |               |         |

| Fecha 8                   | Fecha 8   | Fecha 8             | Fecha 8           | Fecha 8       | Fecha 8 |
| Local                     | Resultado | Visitante           | Estadio           | Fecha         | Hora    |
| ------------------------- | --------- | ------------------- | ----------------- | ------------- | ------- |
| Altos Hornos Zapla        | 2 - 1     | Concepción FC       | Emilio Fabrizzi   | 21 de octubre | 22:00   |
| San Jorge (T)             | 0 - 2     | Gimnasia y Tiro (S) | Senador Luis Cruz | 22 de octubre | 20:00   |
| Libre: Juventud Antoniana |           |                     |                   |               |         |

| Fecha 9                        | Fecha 9   | Fecha 9            | Fecha 9               | Fecha 9       | Fecha 9 |
| Local                          | Resultado | Visitante          | Estadio               | Fecha         | Hora    |
| ------------------------------ | --------- | ------------------ | --------------------- | ------------- | ------- |
| Concepción FC                  | 2 - 1     | San Jorge (T)      | Stewart Shipton       | 26 de octubre | 14:30   |
| Juventud Antoniana             | 3 - 1     | Altos Hornos Zapla | Fray Honorato Pistoia | 26 de octubre | 22:00   |
| Libre: Gimnasia y Tiro (Salta) |           |                    |                       |               |         |

| Fecha 10                  | Fecha 10  | Fecha 10           | Fecha 10             | Fecha 10      | Fecha 10 |
| Local                     | Resultado | Visitante          | Estadio              | Fecha         | Hora     |
| ------------------------- | --------- | ------------------ | -------------------- | ------------- | -------- |
| San Jorge (T)             | 1 - 1     | Juventud Antoniana | Senador Luis Cruz    | 30 de octubre | 16:30    |
| Gimnasia y Tiro (S)       | 3 - 0     | Concepción FC      | El Gigante del Norte | 30 de octubre | 18:00    |
| Libre: Altos Hornos Zapla |           |                    |                      |               |          |

| Fecha 11             | Fecha 11  | Fecha 11           | Fecha 11             | Fecha 11       | Fecha 11 |
| Local                | Resultado | Visitante          | Estadio              | Fecha          | Hora     |
| -------------------- | --------- | ------------------ | -------------------- | -------------- | -------- |
| Gimnasia y Tiro (S)  | 5 - 3     | Juventud Antoniana | El Gigante del Norte | 4 de noviembre | 22:00    |
| San Jorge (T)        | 0 - 0     | Altos Hornos Zapla | Senador Luis Cruz    | 5 de noviembre | 18:00    |
| Libre: Concepción FC |           |                    |                      |                |          |

| Fecha 12                   | Fecha 12  | Fecha 12            | Fecha 12              | Fecha 12       | Fecha 12 |
| Local                      | Resultado | Visitante           | Estadio               | Fecha          | Hora     |
| -------------------------- | --------- | ------------------- | --------------------- | -------------- | -------- |
| Altos Hornos Zapla         | 2 - 3     | Gimnasia y Tiro (S) | Emilio Fabrizzi       | 9 de noviembre | 22:00    |
| Juventud Antoniana         | 2 - 0     | Concepción FC       | Fray Honorato Pistoia | 9 de noviembre | 22:00    |
| Libre: San Jorge (Tucumán) |           |                     |                       |                |          |

| Fecha 13                  | Fecha 13  | Fecha 13           | Fecha 13             | Fecha 13        | Fecha 13 |
| Local                     | Resultado | Visitante          | Estadio              | Fecha           | Hora     |
| ------------------------- | --------- | ------------------ | -------------------- | --------------- | -------- |
| Concepción FC             | 2 - 6     | Altos Hornos Zapla | Stewart Shipton      | 13 de noviembre | 17:00    |
| Gimnasia y Tiro (S)       | 3 - 0     | San Jorge (T)      | El Gigante del Norte | 13 de noviembre | 18:00    |
| Libre: Juventud Antoniana |           |                    |                      |                 |          |

| Fecha 14                       | Fecha 14  | Fecha 14           | Fecha 14          | Fecha 14        | Fecha 14 |
| Local                          | Resultado | Visitante          | Estadio           | Fecha           | Hora     |
| ------------------------------ | --------- | ------------------ | ----------------- | --------------- | -------- |
| Altos Hornos Zapla             | 0 - 1     | Juventud Antoniana | Emilio Fabrizzi   | 18 de noviembre | 22:00    |
| San Jorge (S)                  | 1 - 3     | Concepción FC      | Senador Luis Cruz | 19 de noviembre | 17:00    |
| Libre: Gimnasia y Tiro (Salta) |           |                    |                   |                 |          |

| Fecha 15                  | Fecha 15  | Fecha 15            | Fecha 15              | Fecha 15        | Fecha 15 |
| Local                     | Resultado | Visitante           | Estadio               | Fecha           | Hora     |
| ------------------------- | --------- | ------------------- | --------------------- | --------------- | -------- |
| Juventud Antoniana        | 2 - 1     | San Jorge (T)       | Fray Honorato Pistoia | 23 de noviembre | 22:00    |
| Concepción FC             | 2 - 3     | Gimnasia y Tiro (S) | Stewart Shipton       | 23 de noviembre | 22:00    |
| Libre: Altos Hornos Zapla |           |                     |                       |                 |          |

| Fecha 16             | Fecha 16  | Fecha 16            | Fecha 16              | Fecha 16        | Fecha 16 |
| Local                | Resultado | Visitante           | Estadio               | Fecha           | Hora     |
| -------------------- | --------- | ------------------- | --------------------- | --------------- | -------- |
| Juventud Antoniana   | 2 - 1     | Gimnasia y Tiro (S) | Fray Honorato Pistoia | 27 de noviembre | 17:00    |
| Altos Hornos Zapla   | 1 - 1     | San Jorge (T)       | Emilio Fabrizzi       | 27 de noviembre | 17:30    |
| Libre: Concepción FC |           |                     |                       |                 |          |

| Fecha 17                   | Fecha 17  | Fecha 17           | Fecha 17             | Fecha 17       | Fecha 17 |
| Local                      | Resultado | Visitante          | Estadio              | Fecha          | Hora     |
| -------------------------- | --------- | ------------------ | -------------------- | -------------- | -------- |
| Gimnasia y Tiro (S)        | 1 - 4     | Altos Hornos Zapla | El Gigante del Norte | 2 de diciembre | 22:00    |
| Concepción FC              | 2 - 1     | Juventud Antoniana | Stewart Shipton      | 2 de diciembre | 22:00    |
| Libre: San Jorge (Tucumán) |           |                    |                      |                |          |

| Fecha 18                  | Fecha 18  | Fecha 18            | Fecha 18          | Fecha 18       | Fecha 18 |
| Local                     | Resultado | Visitante           | Estadio           | Fecha          | Hora     |
| ------------------------- | --------- | ------------------- | ----------------- | -------------- | -------- |
| San Jorge (T)             | 4 - 1     | Gimnasia y Tiro (S) | Senador Luis Cruz | 6 de diciembre | 17:00    |
| Altos Hornos Zapla        | 1 - 0     | Concepción FC       | Emilio Fabrizzi   | 6 de diciembre | 22:00    |
| Libre: Juventud Antoniana |           |                     |                   |                |          |

| Fecha 19                       | Fecha 19  | Fecha 19           | Fecha 19              | Fecha 19        | Fecha 19 |
| Local                          | Resultado | Visitante          | Estadio               | Fecha           | Hora     |
| ------------------------------ | --------- | ------------------ | --------------------- | --------------- | -------- |
| Concepción FC                  | 1 - 0     | San Jorge (T)      | Stewart Shipton       | 11 de diciembre | 20:00    |
| Juventud Antoniana             | 0 - 0     | Altos Hornos Zapla | Fray Honorato Pistoia | 12 de diciembre | 22:00    |
| Libre: Gimnasia y Tiro (Salta) |           |                    |                       |                 |          |

| Fecha 20                  | Fecha 20  | Fecha 20           | Fecha 20             | Fecha 20        | Fecha 20 |
| Local                     | Resultado | Visitante          | Estadio              | Fecha           | Hora     |
| ------------------------- | --------- | ------------------ | -------------------- | --------------- | -------- |
| Gimnasia y Tiro (S)       | 4 - 0     | Concepción FC      | El Gigante del Norte | 16 de diciembre | 22:00    |
| San Jorge (T)             | 2 - 0     | Juventud Antoniana | Senador Luis Cruz    | 17 de diciembre | 17:00    |
| Libre: Altos Hornos Zapla |           |                    |                      |                 |          |

### Zona 6

#### Tabla de posiciones final
| Pos. | Equipo                  | Pts. | PJ | PG | PE | PP | GF | GC | Dif. |
| ---- | ----------------------- | ---- | -- | -- | -- | -- | -- | -- | ---- |
| 01.º | Sarmiento (Resistencia) | 26   | 16 | 6  | 8  | 2  | 19 | 7  | 12   |
| 02.º | Chaco For Ever          | 26   | 16 | 7  | 5  | 4  | 15 | 14 | 1    |
| 03.º | Sportivo Patria         | 24   | 16 | 6  | 6  | 4  | 15 | 11 | 4    |
| 04.º | Sol de América          | 15   | 16 | 3  | 6  | 7  | 13 | 22 | −9   |
| 05.º | Guaraní Antonio Franco  | 14   | 16 | 3  | 5  | 8  | 15 | 23 | −8   |

|  | Clasificados a la Segunda fase y a la Primera fase preliminar de la Copa Argentina 2016-17 |
|  | Clasificado a la Segunda fase                                                              |
|  | Clasificados a la Primera etapa de la reválida                                             |

#### Resultados
| Fecha 1                | Fecha 1   | Fecha 1                | Fecha 1        | Fecha 1         | Fecha 1 |
| Local                  | Resultado | Visitante              | Estadio        | Fecha           | Hora    |
| ---------------------- | --------- | ---------------------- | -------------- | --------------- | ------- |
| Sol de América         | 0 - 2     | Guaraní Antonio Franco | Sol de América | 4 de septiembre | 15:30   |
| Sarmiento (R)          | 1 - 1     | Chaco For Ever         | Centenario     | 4 de septiembre | 15:45   |
| Libre: Sportivo Patria |           |                        |                |                 |         |

| Fecha 2                | Fecha 2   | Fecha 2         | Fecha 2                           | Fecha 2          | Fecha 2 |
| Local                  | Resultado | Visitante       | Estadio                           | Fecha            | Hora    |
| ---------------------- | --------- | --------------- | --------------------------------- | ---------------- | ------- |
| Guaraní Antonio Franco | 1 - 2     | Sarmiento (R)   | Clemente A. Fernández de Oliveira | 11 de septiembre | 16:00   |
| Chaco For Ever         | 0 - 2     | Sportivo Patria | Juan Alberto García               | 11 de septiembre | 16:30   |
| Libre: Sol de América  |           |                 |                                   |                  |         |

| Fecha 3               | Fecha 3   | Fecha 3                | Fecha 3        | Fecha 3          | Fecha 3 |
| Local                 | Resultado | Visitante              | Estadio        | Fecha            | Hora    |
| --------------------- | --------- | ---------------------- | -------------- | ---------------- | ------- |
| Sarmiento (R)         | 0 - 0     | Sol de América         | Centenario     | 17 de septiembre | 16:00   |
| Sportivo Patria       | 1 - 0     | Guaraní Antonio Franco | Antonio Romero | 18 de septiembre | 16:00   |
| Libre: Chaco For Ever |           |                        |                |                  |         |

| Fecha 4                        | Fecha 4   | Fecha 4         | Fecha 4                           | Fecha 4          | Fecha 4 |
| Local                          | Resultado | Visitante       | Estadio                           | Fecha            | Hora    |
| ------------------------------ | --------- | --------------- | --------------------------------- | ---------------- | ------- |
| Guaraní Antonio Franco         | 1 - 2     | Chaco For Ever  | Clemente A. Fernández de Oliveira | 24 de septiembre | 21:00   |
| Sol de América                 | 1 - 2     | Sportivo Patria | Sol de América                    | 25 de septiembre | 16:00   |
| Libre: Sarmiento (Resistencia) |           |                 |                                   |                  |         |

| Fecha 5                       | Fecha 5   | Fecha 5        | Fecha 5             | Fecha 5      | Fecha 5 |
| Local                         | Resultado | Visitante      | Estadio             | Fecha        | Hora    |
| ----------------------------- | --------- | -------------- | ------------------- | ------------ | ------- |
| Chaco For Ever                | 0 - 2     | Sol de América | Juan Alberto García | 7 de octubre | 21:15   |
| Sportivo Patria               | 0 - 0     | Sarmiento (R)  | Antonio Romero      | 8 de octubre | 16:00   |
| Libre: Guaraní Antonio Franco |           |                |                     |              |         |

| Fecha 6                | Fecha 6   | Fecha 6        | Fecha 6                           | Fecha 6       | Fecha 6 |
| Local                  | Resultado | Visitante      | Estadio                           | Fecha         | Hora    |
| ---------------------- | --------- | -------------- | --------------------------------- | ------------- | ------- |
| Chaco For Ever         | 1 - 0     | Sarmiento (R)  | Juan Alberto García               | 12 de octubre | 21:15   |
| Guaraní Antonio Franco | 2 - 2     | Sol de América | Clemente A. Fernández de Oliveira | 13 de octubre | 18:00   |
| Libre: Sportivo Patria |           |                |                                   |               |         |

| Fecha 7               | Fecha 7   | Fecha 7                | Fecha 7        | Fecha 7       | Fecha 7 |
| Local                 | Resultado | Visitante              | Estadio        | Fecha         | Hora    |
| --------------------- | --------- | ---------------------- | -------------- | ------------- | ------- |
| Sportivo Patria       | 0 - 1     | Chaco For Ever         | Antonio Romero | 16 de octubre | 16:00   |
| Sarmiento (R)         | 2 - 0     | Guaraní Antonio Franco | Centenario     | 16 de octubre | 17:00   |
| Libre: Sol de América |           |                        |                |               |         |

| Fecha 8                | Fecha 8   | Fecha 8         | Fecha 8                           | Fecha 8       | Fecha 8 |
| Local                  | Resultado | Visitante       | Estadio                           | Fecha         | Hora    |
| ---------------------- | --------- | --------------- | --------------------------------- | ------------- | ------- |
| Sol de América         | 0 - 0     | Sarmiento (R)   | Sol de América                    | 22 de octubre | 16:15   |
| Guaraní Antonio Franco | 1 - 1     | Sportivo Patria | Clemente A. Fernández de Oliveira | 22 de octubre | 21:10   |
| Libre: Chaco For Ever  |           |                 |                                   |               |         |

| Fecha 9                        | Fecha 9   | Fecha 9                | Fecha 9             | Fecha 9       | Fecha 9 |
| Local                          | Resultado | Visitante              | Estadio             | Fecha         | Hora    |
| ------------------------------ | --------- | ---------------------- | ------------------- | ------------- | ------- |
| Sportivo Patria                | 3 - 0     | Sol de América         | Antonio Romero      | 26 de octubre | 16:00   |
| Chaco For Ever                 | 1 - 1     | Guaraní Antonio Franco | Juan Alberto García | 26 de octubre | 21:30   |
| Libre: Sarmiento (Resistencia) |           |                        |                     |               |         |

| Fecha 10                      | Fecha 10  | Fecha 10        | Fecha 10       | Fecha 10      | Fecha 10 |
| Local                         | Resultado | Visitante       | Estadio        | Fecha         | Hora     |
| ----------------------------- | --------- | --------------- | -------------- | ------------- | -------- |
| Sol de América                | 1 - 2     | Chaco For Ever  | Sol de América | 30 de octubre | 17:00    |
| Sarmiento (R)                 | 0 - 0     | Sportivo Patria | Centenario     | 30 de octubre | 17:00    |
| Libre: Guaraní Antonio Franco |           |                 |                |               |          |

| Fecha 11               | Fecha 11  | Fecha 11               | Fecha 11       | Fecha 11       | Fecha 11 |
| Local                  | Resultado | Visitante              | Estadio        | Fecha          | Hora     |
| ---------------------- | --------- | ---------------------- | -------------- | -------------- | -------- |
| Sol de América         | 1 - 1     | Guaraní Antonio Franco | Sol de América | 5 de noviembre | 16:00    |
| Sarmiento (R)          | 2 - 0     | Chaco For Ever         | Centenario     | 5 de noviembre | 18:00    |
| Libre: Sportivo Patria |           |                        |                |                |          |

| Fecha 12               | Fecha 12  | Fecha 12        | Fecha 12                          | Fecha 12       | Fecha 12 |
| Local                  | Resultado | Visitante       | Estadio                           | Fecha          | Hora     |
| ---------------------- | --------- | --------------- | --------------------------------- | -------------- | -------- |
| Guaraní Antonio Franco | 1 - 0     | Sarmiento (R)   | Clemente A. Fernández de Oliveira | 9 de noviembre | 21:00    |
| Chaco For Ever         | 2 - 0     | Sportivo Patria | Juan Alberto García               | 9 de noviembre | 21:30    |
| Libre: Sol de América  |           |                 |                                   |                |          |

| Fecha 13              | Fecha 13  | Fecha 13               | Fecha 13       | Fecha 13        | Fecha 13 |
| Local                 | Resultado | Visitante              | Estadio        | Fecha           | Hora     |
| --------------------- | --------- | ---------------------- | -------------- | --------------- | -------- |
| Sportivo Patria       | 2 - 0     | Guaraní Antonio Franco | Antonio Romero | 13 de noviembre | 16:30    |
| Sarmiento (R)         | 3 - 0     | Sol de América         | Centenario     | 13 de noviembre | 19:00    |
| Libre: Chaco For Ever |           |                        |                |                 |          |

| Fecha 14                       | Fecha 14  | Fecha 14        | Fecha 14                          | Fecha 14        | Fecha 14 |
| Local                          | Resultado | Visitante       | Estadio                           | Fecha           | Hora     |
| ------------------------------ | --------- | --------------- | --------------------------------- | --------------- | -------- |
| Sol de América                 | 0 - 0     | Sportivo Patria | Sol de América                    | 18 de noviembre | 20:00    |
| Guaraní Antonio Franco         | 1 - 1     | Chaco For Ever  | Clemente A. Fernández de Oliveira | 19 de noviembre | 21:00    |
| Libre: Sarmiento (Resistencia) |           |                 |                                   |                 |          |

| Fecha 15                      | Fecha 15  | Fecha 15       | Fecha 15            | Fecha 15        | Fecha 15 |
| Local                         | Resultado | Visitante      | Estadio             | Fecha           | Hora     |
| ----------------------------- | --------- | -------------- | ------------------- | --------------- | -------- |
| Sportivo Patria               | 1 - 1     | Sarmiento (R)  | Antonio Romero      | 23 de noviembre | 17:00    |
| Chaco For Ever                | 1 - 0     | Sol de América | Juan Alberto García | 23 de noviembre | 21:30    |
| Libre: Guaraní Antonio Franco |           |                |                     |                 |          |

| Fecha 16               | Fecha 16  | Fecha 16       | Fecha 16                          | Fecha 16        | Fecha 16 |
| Local                  | Resultado | Visitante      | Estadio                           | Fecha           | Hora     |
| ---------------------- | --------- | -------------- | --------------------------------- | --------------- | -------- |
| Guaraní Antonio Franco | 3 - 1     | Sol de América | Clemente A. Fernández de Oliveira | 27 de noviembre | 17:00    |
| Chaco For Ever         | 1 - 1     | Sarmiento (R)  | Juan Alberto García               | 27 de noviembre | 18:00    |
| Libre: Sportivo Patria |           |                |                                   |                 |          |

| Fecha 17              | Fecha 17  | Fecha 17               | Fecha 17       | Fecha 17       | Fecha 17 |
| Local                 | Resultado | Visitante              | Estadio        | Fecha          | Hora     |
| --------------------- | --------- | ---------------------- | -------------- | -------------- | -------- |
| Sportivo Patria       | 0 - 0     | Chaco For Ever         | Antonio Romero | 2 de diciembre | 17:00    |
| Sarmiento (R)         | 4 - 0     | Guaraní Antonio Franco | Centenario     | 2 de diciembre | 21:00    |
| Libre: Sol de América |           |                        |                |                |          |

| Fecha 18               | Fecha 18  | Fecha 18        | Fecha 18                          | Fecha 18       | Fecha 18 |
| Local                  | Resultado | Visitante       | Estadio                           | Fecha          | Hora     |
| ---------------------- | --------- | --------------- | --------------------------------- | -------------- | -------- |
| Sol de América         | 1 - 1     | Sarmiento (R)   | Sol de América                    | 6 de diciembre | 20:00    |
| Guaraní Antonio Franco | 1 - 2     | Sportivo Patria | Clemente A. Fernández de Oliveira | 6 de diciembre | 21:00    |
| Libre: Chaco For Ever  |           |                 |                                   |                |          |

| Fecha 19                       | Fecha 19  | Fecha 19               | Fecha 19            | Fecha 19        | Fecha 19 |
| Local                          | Resultado | Visitante              | Estadio             | Fecha           | Hora     |
| ------------------------------ | --------- | ---------------------- | ------------------- | --------------- | -------- |
| Sportivo Patria                | 1 - 2     | Sol de América         | Antonio Romero      | 11 de diciembre | 17:00    |
| Chaco For Ever                 | 1 - 0     | Guaraní Antonio Franco | Juan Alberto García | 12 de diciembre | 21:00    |
| Libre: Sarmiento (Resistencia) |           |                        |                     |                 |          |

| Fecha 20                      | Fecha 20  | Fecha 20        | Fecha 20       | Fecha 20        | Fecha 20 |
| Local                         | Resultado | Visitante       | Estadio        | Fecha           | Hora     |
| ----------------------------- | --------- | --------------- | -------------- | --------------- | -------- |
| Sarmiento (R)                 | 2 - 0     | Sportivo Patria | Centenario     | 16 de diciembre | 21:00    |
| Sol de América                | 2 - 1     | Chaco For Ever  | Sol de América | 17 de diciembre | 19:00    |
| Libre: Guaraní Antonio Franco |           |                 |                |                 |          |

| 1. |

### Zona 7

#### Tabla de posiciones final
| Pos. | Equipo                        | Pts. | PJ | PG | PE | PP | GF | GC | Dif. |
| ---- | ----------------------------- | ---- | -- | -- | -- | -- | -- | -- | ---- |
| 01.º | Unión (Sunchales)             | 27   | 16 | 8  | 3  | 5  | 26 | 18 | 8    |
| 02.º | Sportivo Las Parejas          | 22   | 16 | 5  | 7  | 4  | 22 | 23 | −1   |
| 03.º | Gimnasia y Esgrima (CdU)      | 22   | 16 | 5  | 7  | 4  | 13 | 13 | 0    |
| 04.º | Defensores de Pronunciamiento | 18   | 16 | 5  | 3  | 8  | 16 | 18 | −2   |
| 05.º | Libertad (Sunchales)          | 18   | 16 | 4  | 6  | 6  | 18 | 23 | −5   |

|  | Clasificados a la Segunda fase y a la Primera fase preliminar de la Copa Argentina 2016-17 |
|  | Clasificados a la Primera etapa de la reválida                                             |

#### Resultados
| Fecha 1                              | Fecha 1   | Fecha 1              | Fecha 1              | Fecha 1         | Fecha 1 |
| Local                                | Resultado | Visitante            | Estadio              | Fecha           | Hora    |
| ------------------------------------ | --------- | -------------------- | -------------------- | --------------- | ------- |
| Gimnasia y Esgrima (CdU)             | 0 - 0     | Sportivo Las Parejas | Manuel y Ramón Núñez | 2 de septiembre | 21:00   |
| Libertad (S)                         | 2 - 1     | Unión (S)            | Dr. Plácido Tita     | 4 de septiembre | 16:00   |
| Libre: Defensores de Pronunciamiento |           |                      |                      |                 |         |

| Fecha 2                                            | Fecha 2   | Fecha 2                       | Fecha 2         | Fecha 2          | Fecha 2 |
| Local                                              | Resultado | Visitante                     | Estadio         | Fecha            | Hora    |
| -------------------------------------------------- | --------- | ----------------------------- | --------------- | ---------------- | ------- |
| Sportivo Las Parejas                               | 0 - 0     | Libertad (S)                  | 4 de Septiembre | 10 de septiembre | 18:00   |
| Unión (S)                                          | 3 - 0     | Defensores de Pronunciamiento | De la Avenida   | 11 de septiembre | 16:00   |
| Libre: Gimnasia y Esgrima (Concepción del Uruguay) |           |                               |                 |                  |         |

| Fecha 3                       | Fecha 3   | Fecha 3                  | Fecha 3          | Fecha 3          | Fecha 3 |
| Local                         | Resultado | Visitante                | Estadio          | Fecha            | Hora    |
| ----------------------------- | --------- | ------------------------ | ---------------- | ---------------- | ------- |
| Defensores de Pronunciamiento | 2 - 0     | Sportivo Las Parejas     | Delio Cardozo    | 17 de septiembre | 20:00   |
| Libertad (S)                  | 2 - 1     | Gimnasia y Esgrima (CdU) | Dr. Plácido Tita | 18 de septiembre | 16:00   |
| Libre: Unión (Sunchales)      |           |                          |                  |                  |         |

| Fecha 4                     | Fecha 4   | Fecha 4                       | Fecha 4              | Fecha 4          | Fecha 4 |
| Local                       | Resultado | Visitante                     | Estadio              | Fecha            | Hora    |
| --------------------------- | --------- | ----------------------------- | -------------------- | ---------------- | ------- |
| Gimnasia y Esgrima (CdU)    | 1 - 0     | Defensores de Pronunciamiento | Manuel y Ramón Núñez | 23 de septiembre | 21:15   |
| Sportivo Las Parejas        | 3 - 2     | Unión (S)                     | 4 de Septiembre      | 25 de septiembre | 17:00   |
| Libre: Libertad (Sunchales) |           |                               |                      |                  |         |

| Fecha 5                       | Fecha 5   | Fecha 5                  | Fecha 5       | Fecha 5          | Fecha 5 |
| Local                         | Resultado | Visitante                | Estadio       | Fecha            | Hora    |
| ----------------------------- | --------- | ------------------------ | ------------- | ---------------- | ------- |
| Unión (S)                     | 1 - 0     | Gimnasia y Esgrima (CdU) | De la Avenida | 28 de septiembre | 21:00   |
| Defensores de Pronunciamiento | 3 - 1     | Libertad (S)             | Delio Cardozo | 8 de octubre     | 20:00   |
| Libre: Sportivo Las Parejas   |           |                          |               |                  |         |

| Fecha 6                              | Fecha 6   | Fecha 6                  | Fecha 6         | Fecha 6       | Fecha 6 |
| Local                                | Resultado | Visitante                | Estadio         | Fecha         | Hora    |
| ------------------------------------ | --------- | ------------------------ | --------------- | ------------- | ------- |
| Sportivo Las Parejas                 | 1 - 1     | Gimnasia y Esgrima (CdU) | 4 de Septiembre | 12 de octubre | 20:00   |
| Unión (S)                            | 3 - 1     | Libertad (S)             | De la Avenida   | 12 de octubre | 21:00   |
| Libre: Defensores de Pronunciamiento |           |                          |                 |               |         |

| Fecha 7                                            | Fecha 7   | Fecha 7              | Fecha 7          | Fecha 7       | Fecha 7 |
| Local                                              | Resultado | Visitante            | Estadio          | Fecha         | Hora    |
| -------------------------------------------------- | --------- | -------------------- | ---------------- | ------------- | ------- |
| Libertad (S)                                       | 1 - 1     | Sportivo Las Parejas | Dr. Plácido Tita | 19 de octubre | 16:30   |
| Defensores de Pronunciamiento                      | 2 - 1     | Unión (S)            | Delio Cardozo    | 19 de octubre | 20:30   |
| Libre: Gimnasia y Esgrima (Concepción del Uruguay) |           |                      |                  |               |         |

| Fecha 8                  | Fecha 8   | Fecha 8                       | Fecha 8              | Fecha 8       | Fecha 8 |
| Local                    | Resultado | Visitante                     | Estadio              | Fecha         | Hora    |
| ------------------------ | --------- | ----------------------------- | -------------------- | ------------- | ------- |
| Sportivo Las Parejas     | 1 - 0     | Defensores de Pronunciamiento | 4 de Septiembre      | 22 de octubre | 16:00   |
| Gimnasia y Esgrima (CdU) | 1 - 1     | Libertad (S)                  | Manuel y Ramón Núñez | 22 de octubre | 16:00   |
| Libre: Unión (Sunchales) |           |                               |                      |               |         |

| Fecha 9                       | Fecha 9   | Fecha 9                  | Fecha 9       | Fecha 9       | Fecha 9 |
| Local                         | Resultado | Visitante                | Estadio       | Fecha         | Hora    |
| ----------------------------- | --------- | ------------------------ | ------------- | ------------- | ------- |
| Unión (S)                     | 4 - 1     | Sportivo Las Parejas     | De la Avenida | 26 de octubre | 21:00   |
| Defensores de Pronunciamiento | 0 - 0     | Gimnasia y Esgrima (CdU) | Delio Cardozo | 26 de octubre | 21:00   |
| Libre: Libertad (Sunchales)   |           |                          |               |               |         |

| Fecha 10                    | Fecha 10  | Fecha 10                      | Fecha 10             | Fecha 10      | Fecha 10 |
| Local                       | Resultado | Visitante                     | Estadio              | Fecha         | Hora     |
| --------------------------- | --------- | ----------------------------- | -------------------- | ------------- | -------- |
| Libertad (S)                | 3 - 1     | Defensores de Pronunciamiento | Dr. Plácido Tita     | 30 de octubre | 11:00    |
| Gimnasia y Esgrima (CdU)    | 1 - 0     | Unión (S)                     | Manuel y Ramón Núñez | 30 de octubre | 20:00    |
| Libre: Sportivo Las Parejas |           |                               |                      |               |          |

| Fecha 11                             | Fecha 11  | Fecha 11             | Fecha 11             | Fecha 11       | Fecha 11 |
| Local                                | Resultado | Visitante            | Estadio              | Fecha          | Hora     |
| ------------------------------------ | --------- | -------------------- | -------------------- | -------------- | -------- |
| Gimnasia y Esgrima (CdU)             | 1 - 1     | Sportivo Las Parejas | Manuel y Ramón Núñez | 4 de noviembre | 21:00    |
| Libertad (S)                         | 1 - 1     | Unión (S)            | Dr. Plácido Tita     | 5 de noviembre | 18:00    |
| Libre: Defensores de Pronunciamiento |           |                      |                      |                |          |

| Fecha 12                                           | Fecha 12  | Fecha 12                      | Fecha 12        | Fecha 12       | Fecha 12 |
| Local                                              | Resultado | Visitante                     | Estadio         | Fecha          | Hora     |
| -------------------------------------------------- | --------- | ----------------------------- | --------------- | -------------- | -------- |
| Sportivo Las Parejas                               | 3 - 2     | Libertad (S)                  | 4 de Septiembre | 9 de noviembre | 18:30    |
| Unión (S)                                          | 2 - 1     | Defensores de Pronunciamiento | De la Avenida   | 9 de noviembre | 21:00    |
| Libre: Gimnasia y Esgrima (Concepción del Uruguay) |           |                               |                 |                |          |

| Fecha 13                      | Fecha 13  | Fecha 13                 | Fecha 13         | Fecha 13        | Fecha 13 |
| Local                         | Resultado | Visitante                | Estadio          | Fecha           | Hora     |
| ----------------------------- | --------- | ------------------------ | ---------------- | --------------- | -------- |
| Defensores de Pronunciamiento | 1 - 2     | Sportivo Las Parejas     | Delio Cardozo    | 13 de noviembre | 16:30    |
| Libertad (S)                  | 1 - 3     | Gimnasia y Esgrima (CdU) | Dr. Plácido Tita | 13 de noviembre | 18:00    |
| Libre: Unión (Sunchales)      |           |                          |                  |                 |          |

| Fecha 14                    | Fecha 14  | Fecha 14                      | Fecha 14             | Fecha 14        | Fecha 14 |
| Local                       | Resultado | Visitante                     | Estadio              | Fecha           | Hora     |
| --------------------------- | --------- | ----------------------------- | -------------------- | --------------- | -------- |
| Gimnasia y Esgrima (CdU)    | 1 - 1     | Defensores de Pronunciamiento | Manuel y Ramón Núñez | 18 de noviembre | 21:15    |
| Sportivo Las Parejas        | 1 - 1     | Unión (S)                     | 4 de Septiembre      | 19 de noviembre | 19:30    |
| Libre: Libertad (Sunchales) |           |                               |                      |                 |          |

| Fecha 15                      | Fecha 15  | Fecha 15                 | Fecha 15      | Fecha 15        | Fecha 15 |
| Local                         | Resultado | Visitante                | Estadio       | Fecha           | Hora     |
| ----------------------------- | --------- | ------------------------ | ------------- | --------------- | -------- |
| Defensores de Pronunciamiento | 2 - 0     | Libertad (S)             | Delio Cardozo | 23 de noviembre | 21:00    |
| Unión (S)                     | 1 - 0     | Gimnasia y Esgrima (CdU) | De la Avenida | 23 de noviembre | 21:00    |
| Libre: Sportivo Las Parejas   |           |                          |               |                 |          |

| Fecha 16                             | Fecha 16  | Fecha 16                 | Fecha 16        | Fecha 16        | Fecha 16 |
| Local                                | Resultado | Visitante                | Estadio         | Fecha           | Hora     |
| ------------------------------------ | --------- | ------------------------ | --------------- | --------------- | -------- |
| Unión (S)                            | 1 - 1     | Libertad (S)             | De la Avenida   | 27 de noviembre | 18:00    |
| Sportivo Las Parejas                 | 4 - 1     | Gimnasia y Esgrima (CdU) | 4 de Septiembre | 27 de noviembre | 18:30    |
| Libre: Defensores de Pronunciamiento |           |                          |                 |                 |          |

| Fecha 17                                           | Fecha 17  | Fecha 17             | Fecha 17         | Fecha 17       | Fecha 17 |
| Local                                              | Resultado | Visitante            | Estadio          | Fecha          | Hora     |
| -------------------------------------------------- | --------- | -------------------- | ---------------- | -------------- | -------- |
| Libertad (S)                                       | 2 - 0     | Sportivo Las Parejas | Dr. Plácido Tita | 2 de diciembre | 17:00    |
| Defensores de Pronunciamiento                      | 0 - 1     | Unión (S)            | Delio Cardozo    | 2 de diciembre | 21:30    |
| Libre: Gimnasia y Esgrima (Concepción del Uruguay) |           |                      |                  |                |          |

| Fecha 18                 | Fecha 18  | Fecha 18                      | Fecha 18             | Fecha 18       | Fecha 18 |
| Local                    | Resultado | Visitante                     | Estadio              | Fecha          | Hora     |
| ------------------------ | --------- | ----------------------------- | -------------------- | -------------- | -------- |
| Sportivo Las Parejas     | 1 - 1     | Defensores de Pronunciamiento | 4 de Septiembre      | 6 de diciembre | 20:00    |
| Gimnasia y Esgrima (CdU) | 0 - 0     | Libertad (S)                  | Manuel y Ramón Núñez | 6 de diciembre | 21:30    |
| Libre: Unión (Sunchales) |           |                               |                      |                |          |

| Fecha 19                      | Fecha 19  | Fecha 19                 | Fecha 19      | Fecha 19        | Fecha 19 |
| Local                         | Resultado | Visitante                | Estadio       | Fecha           | Hora     |
| ----------------------------- | --------- | ------------------------ | ------------- | --------------- | -------- |
| Unión (S)                     | 4 - 3     | Sportivo Las Parejas     | De la Avenida | 11 de diciembre | 19:30    |
| Defensores de Pronunciamiento | 0 - 1     | Gimnasia y Esgrima (CdU) | Delio Cardozo | 11 de diciembre | 20:00    |
| Libre: Libertad (Sunchales)   |           |                          |               |                 |          |

| Fecha 20                    | Fecha 20  | Fecha 20                      | Fecha 20             | Fecha 20        | Fecha 20 |
| Local                       | Resultado | Visitante                     | Estadio              | Fecha           | Hora     |
| --------------------------- | --------- | ----------------------------- | -------------------- | --------------- | -------- |
| Libertad (S)                | 0 - 2     | Defensores de Pronunciamiento | Dr. Plácido Tita     | 16 de diciembre | 17:00    |
| Gimnasia y Esgrima (CdU)    | 1 - 0     | Unión (S)                     | Manuel y Ramón Núñez | 16 de diciembre | 21:30    |
| Libre: Sportivo Las Parejas |           |                               |                      |                 |          |

### Tabla de terceros de las zonas de 5 equipos
| Pos. | Equipo                       | Pts. | PJ | PG | PE | PP | GF | GC | Dif. |
| ---- | ---------------------------- | ---- | -- | -- | -- | -- | -- | -- | ---- |
| 01.º | Villa Mitre                  | 25   | 16 | 7  | 4  | 5  | 23 | 21 | 2    |
| 02.º | Sportivo Patria              | 24   | 16 | 6  | 6  | 4  | 15 | 11 | 4    |
| 03.º | Juventud Antoniana           | 24   | 16 | 7  | 3  | 6  | 23 | 23 | 0    |
| 04.º | Gimnasia y Esgrima (CdU)     | 22   | 16 | 5  | 7  | 4  | 13 | 13 | 0    |
| 05.º | Juventud Unida Universitario | 20   | 16 | 5  | 5  | 6  | 15 | 13 | 2    |
| 06.º | Deportivo Maipú              | 20   | 16 | 4  | 8  | 4  | 13 | 15 | −2   |

|  | Clasificados a la Segunda fase                 |
|  | Clasificados a la Primera etapa de la reválida |

## Segunda fase
La disputaron los dieciocho clasificados de la primera fase, divididos geográficamente en dos zonas de nueve equipos. Los dos primeros y el mejor tercero clasificaron a la tercera fase. El resto pasó a la Tercera etapa de la reválida.

### Zona A

#### Tabla de posiciones final
| Pos. | Equipo                      | Pts. | PJ | PG | PE | PP | GF | GC | Dif. |
| ---- | --------------------------- | ---- | -- | -- | -- | -- | -- | -- | ---- |
| 01.º | Gimnasia y Tiro (Salta)     | 19   | 8  | 6  | 1  | 1  | 15 | 7  | 8    |
| 02.º | Mitre (Santiago del Estero) | 16   | 8  | 5  | 1  | 2  | 12 | 8  | 4    |
| 03.º | Sportivo Patria             | 14   | 8  | 4  | 2  | 2  | 11 | 11 | 0    |
| 04.º | Sarmiento (Resistencia)     | 13   | 8  | 3  | 4  | 1  | 10 | 9  | 1    |
| 05.º | Unión (Villa Krause)        | 12   | 8  | 3  | 3  | 2  | 7  | 5  | 2    |
| 06.º | Unión Aconquija             | 9    | 8  | 3  | 0  | 5  | 10 | 10 | 0    |
| 07.º | Juventud Antoniana          | 7    | 8  | 2  | 1  | 5  | 3  | 8  | −5   |
| 08.º | Chaco For Ever              | 7    | 8  | 2  | 1  | 5  | 7  | 13 | −6   |
| 09.º | Altos Hornos Zapla          | 4    | 8  | 1  | 1  | 6  | 5  | 9  | −4   |

|  | Clasificados a la Tercera fase.                 |
|  | Clasificados a la Tercera etapa de la reválida. |

#### Resultados
| Fecha 1                | Fecha 1   | Fecha 1            | Fecha 1              | Fecha 1     | Fecha 1 |
| Local                  | Resultado | Visitante          | Estadio              | Fecha       | Hora    |
| ---------------------- | --------- | ------------------ | -------------------- | ----------- | ------- |
| Sportivo Patria        | 1 - 3     | Sarmiento (R)      | Antonio Romero       | 10 de marzo | 17:00   |
| Altos Hornos Zapla     | 0 - 1     | Juventud Antoniana | Emilio Fabrizzi      | 10 de marzo | 19:00   |
| Chaco For Ever         | 1 - 3     | Mitre (SdE)        | Juan Alberto García  | 10 de marzo | 22:00   |
| Gimnasia y Tiro (S)    | 2 - 1     | Unión (VK)         | El Gigante del Norte | 10 de marzo | 22:00   |
| Libre: Unión Aconquija |           |                    |                      |             |         |

| Fecha 2                | Fecha 2   | Fecha 2            | Fecha 2                          | Fecha 2     | Fecha 2 |
| Local                  | Resultado | Visitante          | Estadio                          | Fecha       | Hora    |
| ---------------------- | --------- | ------------------ | -------------------------------- | ----------- | ------- |
| Juventud Antoniana     | 0 - 1     | Gimnasia y Tiro    | Padre Ernesto Martearena         | 19 de marzo | 17:30   |
| Unión (VK)             | 1 - 0     | Chaco For Ever     | San Juan del Bicentenario        | 19 de marzo | 17:30   |
| Sarmiento (R)          | 1 - 0     | Altos Hornos Zapla | Centenario                       | 19 de marzo | 19:00   |
| Mitre (SdE)            | 2 - 1     | Unión Aconquija    | Dres. José y Antonio Castiglione | 22 de marzo | 22:00   |
| Libre: Sportivo Patria |           |                    |                                  |             |         |

| Fecha 3                            | Fecha 3   | Fecha 3            | Fecha 3                | Fecha 3     | Fecha 3 |
| Local                              | Resultado | Visitante          | Estadio                | Fecha       | Hora    |
| ---------------------------------- | --------- | ------------------ | ---------------------- | ----------- | ------- |
| Gimnasia y Tiro                    | 2 - 2     | Sarmiento (R)      | El Gigante del Norte   | 26 de marzo | 17:00   |
| Altos Hornos Zapla                 | 5 - 1     | Sportivo Patria    | Emilio Fabrizzi        | 26 de marzo | 17:00   |
| Chaco For Ever                     | 3 - 0     | Juventud Antoniana | Juan Alberto García    | 26 de marzo | 18:00   |
| Unión Aconquija                    | 1 - 0     | Unión (VK)         | Municipal de Aconquija | 13 de abril | 16:00   |
| Libre: Mitre (Santiago del Estero) |           |                    |                        |             |         |

| Fecha 4                   | Fecha 4   | Fecha 4         | Fecha 4                   | Fecha 4    | Fecha 4 |
| Local                     | Resultado | Visitante       | Estadio                   | Fecha      | Hora    |
| ------------------------- | --------- | --------------- | ------------------------- | ---------- | ------- |
| Sportivo Patria           | 3 - 1     | Gimnasia y Tiro | Antonio Romero            | 1 de abril | 16:15   |
| Sarmiento (R)             | 1 - 1     | Chaco For Ever  | Centenario                | 1 de abril | 20:00   |
| Unión (VK)                | 2 - 0     | Mitre (SdE)     | San Juan del Bicentenario | 1 de abril | 20:30   |
| Juventud Antoniana        | 1 - 0     | Unión Aconquija | Padre Ernesto Martearena  | 1 de abril | 22:00   |
| Libre: Altos Hornos Zapla |           |                 |                           |            |         |

| Fecha 5                     | Fecha 5   | Fecha 5            | Fecha 5                          | Fecha 5    | Fecha 5 |
| Local                       | Resultado | Visitante          | Estadio                          | Fecha      | Hora    |
| --------------------------- | --------- | ------------------ | -------------------------------- | ---------- | ------- |
| Unión Aconquija             | 1 - 2     | Sarmiento (R)      | Municipal de Aconquija           | 5 de abril | 16:00   |
| Chaco For Ever              | 0 - 1     | Sportivo Patria    | Juan Alberto García              | 5 de abril | 21:15   |
| Gimnasia y Tiro (S)         | 3 - 0     | Altos Hornos Zapla | El Gigante del Norte             | 5 de abril | 21:30   |
| Mitre (SdE)                 | 2 - 1     | Juventud Antoniana | Dres. José y Antonio Castiglione | 5 de abril | 21:30   |
| Libre: Unión (Villa Krause) |           |                    |                                  |            |         |

| Fecha 6                        | Fecha 6   | Fecha 6         | Fecha 6                  | Fecha 6    | Fecha 6 |
| Local                          | Resultado | Visitante       | Estadio                  | Fecha      | Hora    |
| ------------------------------ | --------- | --------------- | ------------------------ | ---------- | ------- |
| Sportivo Patria                | 2 - 0     | Unión Aconquija | Antonio Romero           | 9 de abril | 16:15   |
| Altos Hornos Zapla             | 0 - 1     | Chaco For Ever  | Emilio Fabrizzi          | 9 de abril | 17:00   |
| Juventud Antoniana             | 0 - 1     | Unión (VK)      | Padre Ernesto Martearena | 9 de abril | 17:30   |
| Sarmiento (R)                  | 0 - 3     | Mitre (SdE)     | Centenario               | 9 de abril | 19:00   |
| Libre: Gimnasia y Tiro (Salta) |           |                 |                          |            |         |

| Fecha 7                   | Fecha 7   | Fecha 7             | Fecha 7                          | Fecha 7     | Fecha 7 |
| Local                     | Resultado | Visitante           | Estadio                          | Fecha       | Hora    |
| ------------------------- | --------- | ------------------- | -------------------------------- | ----------- | ------- |
| Unión Aconquija           | 1 - 0     | Altos Hornos Zapla  | Municipal de Aconquija           | 16 de abril | 16:00   |
| Chaco For Ever            | 0 - 2     | Gimnasia y Tiro (S) | Juan Alberto García              | 16 de abril | 16:30   |
| Mitre (SdE)               | 1 - 1     | Sportivo Patria     | Dres. José y Antonio Castiglione | 16 de abril | 20:00   |
| Unión (VK)                | 1 - 1     | Sarmiento (R)       | San Juan del Bicentenario        | 17 de abril | 21:30   |
| Libre: Juventud Antoniana |           |                     |                                  |             |         |

| Fecha 8               | Fecha 8   | Fecha 8            | Fecha 8              | Fecha 8     | Fecha 8 |
| Local                 | Resultado | Visitante          | Estadio              | Fecha       | Hora    |
| --------------------- | --------- | ------------------ | -------------------- | ----------- | ------- |
| Sportivo Patria       | 1 - 1     | Unión (VK)         | Antonio Romero       | 22 de abril | 15:45   |
| Gimnasia y Tiro (S)   | 2 - 1     | Unión Aconquija    | El Gigante del Norte | 23 de abril | 16:30   |
| Altos Hornos Zapla    | 0 - 1     | Mitre (SdE)        | Emilio Fabrizzi      | 23 de abril | 17:00   |
| Sarmiento (R)         | 0 - 0     | Juventud Antoniana | Centenario           | 23 de abril | 20:00   |
| Libre: Chaco For Ever |           |                    |                      |             |         |

| Fecha 9                        | Fecha 9   | Fecha 9             | Fecha 9                          | Fecha 9     | Fecha 9 |
| Local                          | Resultado | Visitante           | Estadio                          | Fecha       | Hora    |
| ------------------------------ | --------- | ------------------- | -------------------------------- | ----------- | ------- |
| Mitre (SdE)                    | 0 - 2     | Gimnasia y Tiro (S) | Dres. José y Antonio Castiglione | 28 de abril | 21:30   |
| Juventud Antoniana             | 0 - 1     | Sportivo Patria     | Padre Ernesto Martearena         | 29 de abril | 16:00   |
| Unión (VK)                     | 0 - 0     | Altos Hornos Zapla  | San Juan del Bicentenario        | 29 de abril | 16:00   |
| Unión Aconquija                | 5 - 1     | Chaco For Ever      | Municipal de Aconquija           | 29 de abril | 16:00   |
| Libre: Sarmiento (Resistencia) |           |                     |                                  |             |         |

|  |

### Zona B

#### Tabla de posiciones final
| Pos. | Equipo                       | Pts. | PJ | PG | PE | PP | GF | GC | Dif. |
| ---- | ---------------------------- | ---- | -- | -- | -- | -- | -- | -- | ---- |
| 01.º | Unión (Sunchales)            | 17   | 8  | 5  | 2  | 1  | 15 | 10 | 5    |
| 02.º | Gimnasia y Esgrima (Mendoza) | 15   | 8  | 5  | 0  | 3  | 15 | 8  | 7    |
| 03.º | Agropecuario                 | 15   | 8  | 4  | 3  | 1  | 10 | 9  | 1    |
| 04.º | Defensores de Belgrano (VR)  | 14   | 8  | 4  | 2  | 2  | 11 | 7  | 4    |
| 05.º | Villa Mitre                  | 11   | 8  | 2  | 5  | 1  | 7  | 5  | 2    |
| 06.º | Cipolletti                   | 10   | 8  | 3  | 1  | 4  | 7  | 8  | −1   |
| 07.º | Deportivo Madryn             | 7    | 8  | 1  | 4  | 3  | 6  | 11 | −5   |
| 08.º | Sportivo Las Parejas         | 5    | 8  | 1  | 2  | 5  | 5  | 14 | −9   |
| 09.º | Alvarado                     | 4    | 8  | 1  | 1  | 6  | 7  | 11 | −4   |

|  | Clasificados a la Tercera fase. |
|  | Clasificado a la Tercera fase.  |

#### Resultados
| Fecha 1                     | Fecha 1   | Fecha 1                | Fecha 1                   | Fecha 1     | Fecha 1 |
| Local                       | Resultado | Visitante              | Estadio                   | Fecha       | Hora    |
| --------------------------- | --------- | ---------------------- | ------------------------- | ----------- | ------- |
| Sportivo Las Parejas        | 1 - 3     | Gimnasia y Esgrima (M) | 4 de Septiembre           | 10 de marzo | 20:00   |
| Agropecuario                | 3 - 2     | Alvarado               | De la Calle Carlos Arroyo | 10 de marzo | 20:30   |
| Defensores de Belgrano (VR) | 1 - 3     | Unión (S)              | Salomón Boeseldín         | 10 de marzo | 21:00   |
| Cipolletti                  | 1 - 1     | Villa Mitre            | La Visera de Cemento      | 10 de marzo | 21:30   |
| Libre: Deportivo Madryn     |           |                        |                           |             |         |

| Fecha 2                | Fecha 2   | Fecha 2                     | Fecha 2                    | Fecha 2     | Fecha 2 |
| Local                  | Resultado | Visitante                   | Estadio                    | Fecha       | Hora    |
| ---------------------- | --------- | --------------------------- | -------------------------- | ----------- | ------- |
| Villa Mitre            | 0 - 0     | Defensores de Belgrano (VR) | El Fortín                  | 18 de marzo | 16:30   |
| Alvarado               | 0 - 0     | Deportivo Madryn            | José María Minella         | 19 de marzo | 17:00   |
| Unión (S)              | 1 - 0     | Sportivo Las Parejas        | De la Avenida              | 19 de marzo | 18:00   |
| Gimnasia y Esgrima (M) | 1 - 2     | Agropecuario                | Víctor Antonio Legrotaglie | 20 de marzo | 21:30   |
| Libre: Cipolletti      |           |                             |                            |             |         |

| Fecha 3                     | Fecha 3   | Fecha 3                | Fecha 3                   | Fecha 3     | Fecha 3 |
| Local                       | Resultado | Visitante              | Estadio                   | Fecha       | Hora    |
| --------------------------- | --------- | ---------------------- | ------------------------- | ----------- | ------- |
| Deportivo Madryn            | 2 - 1     | Gimnasia y Esgrima (M) | Abel Sastre               | 26 de marzo | 16:00   |
| Sportivo Las Parejas        | 0 - 3     | Villa Mitre            | 4 de Septiembre           | 26 de marzo | 18:00   |
| Agropecuario                | 1 - 1     | Unión (S)              | De la Calle Carlos Arroyo | 26 de marzo | 19:00   |
| Defensores de Belgrano (VR) | 1 - 0     | Cipolletti             | Salomón Boeseldín         | 27 de marzo | 21:00   |
| Libre: Alvarado             |           |                        |                           |             |         |

| Fecha 4                                       | Fecha 4   | Fecha 4              | Fecha 4                    | Fecha 4    | Fecha 4 |
| Local                                         | Resultado | Visitante            | Estadio                    | Fecha      | Hora    |
| --------------------------------------------- | --------- | -------------------- | -------------------------- | ---------- | ------- |
| Villa Mitre                                   | 0 - 0     | Agropecuario         | El Fortín                  | 1 de abril | 16:30   |
| Unión (S)                                     | 3 - 1     | Deportivo Madryn     | De la Avenida              | 1 de abril | 17:00   |
| Gimnasia y Esgrima (M)                        | 2 - 1     | Alvarado             | Víctor Antonio Legrotaglie | 1 de abril | 20:00   |
| Cipolletti                                    | 0 - 1     | Sportivo Las Parejas | La Visera de Cemento       | 1 de abril | 21:00   |
| Libre: Defensores de Belgrano (Villa Ramallo) |           |                      |                            |            |         |

| Fecha 5                             | Fecha 5   | Fecha 5                     | Fecha 5                   | Fecha 5    | Fecha 5 |
| Local                               | Resultado | Visitante                   | Estadio                   | Fecha      | Hora    |
| ----------------------------------- | --------- | --------------------------- | ------------------------- | ---------- | ------- |
| Deportivo Madryn                    | 0 - 0     | Villa Mitre                 | Abel Sastre               | 5 de abril | 17:00   |
| Agropecuario                        | 1 - 0     | Cipolletti                  | De la Calle Carlos Arroyo | 5 de abril | 20:30   |
| Alvarado                            | 1 - 2     | Unión (S)                   | José María Minella        | 5 de abril | 20:30   |
| Sportivo Las Parejas                | 1 - 1     | Defensores de Belgrano (VR) | 4 de Septiembre           | 5 de abril | 21:00   |
| Libre: Gimnasia y Esgrima (Mendoza) |           |                             |                           |            |         |

| Fecha 6                     | Fecha 6   | Fecha 6                | Fecha 6              | Fecha 6    | Fecha 6 |
| Local                       | Resultado | Visitante              | Estadio              | Fecha      | Hora    |
| --------------------------- | --------- | ---------------------- | -------------------- | ---------- | ------- |
| Defensores de Belgrano (VR) | 3 - 0     | Agropecuario           | Salomón Boeseldín    | 9 de abril | 16:00   |
| Villa Mitre                 | 1 - 0     | Alvarado               | El Fortín            | 9 de abril | 16:30   |
| Cipolletti                  | 2 - 1     | Deportivo Madryn       | La Visera de Cemento | 9 de abril | 17:00   |
| Unión (S)                   | 0 - 3     | Gimnasia y Esgrima (M) | De la Avenida        | 9 de abril | 17:00   |
| Libre: Sportivo Las Parejas |           |                        |                      |            |         |

| Fecha 7                  | Fecha 7   | Fecha 7                     | Fecha 7                    | Fecha 7     | Fecha 7 |
| Local                    | Resultado | Visitante                   | Estadio                    | Fecha       | Hora    |
| ------------------------ | --------- | --------------------------- | -------------------------- | ----------- | ------- |
| Gimnasia y Esgrima (M)   | 2 - 0     | Villa Mitre                 | Víctor Antonio Legrotaglie | 14 de abril | 16:30   |
| Agropecuario             | 2 - 1     | Sportivo Las Parejas        | De la Calle Carlos Arroyo  | 14 de abril | 21:00   |
| Deportivo Madryn         | 0 - 3     | Defensores de Belgrano (VR) | Abel Sastre                | 16 de abril | 16:00   |
| Alvarado                 | 0 - 2     | Cipolletti                  | José María Minella         | 16 de abril | 16:30   |
| Libre: Unión (Sunchales) |           |                             |                            |             |         |

| Fecha 8                     | Fecha 8   | Fecha 8                | Fecha 8              | Fecha 8     | Fecha 8 |
| Local                       | Resultado | Visitante              | Estadio              | Fecha       | Hora    |
| --------------------------- | --------- | ---------------------- | -------------------- | ----------- | ------- |
| Sportivo Las Parejas        | 1 - 1     | Deportivo Madryn       | 4 de Septiembre      | 21 de abril | 20:00   |
| Villa Mitre                 | 2 - 2     | Unión (S)              | El Fortín            | 22 de abril | 16:00   |
| Defensores de Belgrano (VR) | 1 - 0     | Alvarado               | Salomón Boeseldín    | 23 de abril | 16:00   |
| Cipolletti                  | 1 - 0     | Gimnasia y Esgrima (M) | La Visera de Cemento | 23 de abril | 17:00   |
| Libre: Agropecuario         |           |                        |                      |             |         |

| Fecha 9                | Fecha 9   | Fecha 9                     | Fecha 9                    | Fecha 9     | Fecha 9 |
| Local                  | Resultado | Visitante                   | Estadio                    | Fecha       | Hora    |
| ---------------------- | --------- | --------------------------- | -------------------------- | ----------- | ------- |
| Unión (S)              | 3 - 1     | Cipolletti                  | De la Avenida              | 29 de abril | 16:00   |
| Gimnasia y Esgrima (M) | 3 - 1     | Defensores de Belgrano (VR) | Víctor Antonio Legrotaglie | 29 de abril | 16:00   |
| Deportivo Madryn       | 1 - 1     | Agropecuario                | Abel Sastre                | 29 de abril | 16:00   |
| Alvarado               | 3 - 0     | Sportivo Las Parejas        | José María Minella         | 30 de abril | 16:00   |
| Libre: Villa Mitre     |           |                             |                            |             |         |

| 1. 2. 3. |

### Tabla de terceros
| Pos. | Equipo          | Pts. | PJ | PG | PE | PP | GF | GC | Dif. |
| ---- | --------------- | ---- | -- | -- | -- | -- | -- | -- | ---- |
| 01.º | Agropecuario    | 15   | 8  | 4  | 3  | 1  | 10 | 9  | 1    |
| 02.º | Sportivo Patria | 14   | 8  | 4  | 2  | 2  | 11 | 11 | 0    |

|  | Clasificado a la Tercera fase. |

## Tercera fase
La tercera fase consistió en un pentagonal, en el que se enfrentaron todos contra todos, a una rueda. El ganador, Club Agropecuario Argentino, obtuvo el primer ascenso a la Primera B Nacional, y los otros 4 pasaron a la quinta etapa de la reválida.

### Tabla de posiciones
| Pos. | Equipo                       | Pts. | PJ | PG | PE | PP | GF | GC | Dif. |
| ---- | ---------------------------- | ---- | -- | -- | -- | -- | -- | -- | ---- |
| 01.º | Agropecuario                 | 10   | 4  | 3  | 1  | 0  | 7  | 2  | 5    |
| 02.º | Gimnasia y Esgrima (Mendoza) | 7    | 4  | 2  | 1  | 1  | 6  | 3  | 3    |
| 03.º | Mitre (Santiago del Estero)  | 4    | 4  | 1  | 1  | 2  | 6  | 7  | −1   |
| 04.º | Gimnasia y Tiro (Salta)      | 4    | 4  | 1  | 1  | 2  | 5  | 8  | −3   |
| 05.º | Unión (Sunchales)            | 2    | 4  | 0  | 2  | 2  | 4  | 8  | −4   |

|  | Ascendió a la Primera B Nacional.              |
|  | Clasificados a la Quinta etapa de la reválida. |

#### Resultados
| Fecha 1                  | Fecha 1   | Fecha 1             | Fecha 1                          | Fecha 1   | Fecha 1 |
| Local                    | Resultado | Visitante           | Estadio                          | Fecha     | Hora    |
| ------------------------ | --------- | ------------------- | -------------------------------- | --------- | ------- |
| Gimnasia y Esgrima (M)   | 0 - 0     | Agropecuario        | Víctor Antonio Legrotaglie       | 6 de mayo | 16:00   |
| Mitre (SdE)              | 3 - 1     | Gimnasia y Tiro (S) | Dres. José y Antonio Castiglione | 7 de mayo | 16:30   |
| Libre: Unión (Sunchales) |           |                     |                                  |           |         |

| Fecha 2                             | Fecha 2   | Fecha 2     | Fecha 2                   | Fecha 2    | Fecha 2 |
| Local                               | Resultado | Visitante   | Estadio                   | Fecha      | Hora    |
| ----------------------------------- | --------- | ----------- | ------------------------- | ---------- | ------- |
| Agropecuario                        | 3 - 1     | Mitre (SdE) | De la Calle Carlos Arroyo | 13 de mayo | 16:00   |
| Gimnasia y Tiro (S)                 | 3 - 3     | Unión (S)   | El Gigante del Norte      | 13 de mayo | 20:15   |
| Libre: Gimnasia y Esgrima (Mendoza) |           |             |                           |            |         |

| Fecha 3                        | Fecha 3   | Fecha 3                | Fecha 3                          | Fecha 3    | Fecha 3 |
| Local                          | Resultado | Visitante              | Estadio                          | Fecha      | Hora    |
| ------------------------------ | --------- | ---------------------- | -------------------------------- | ---------- | ------- |
| Unión (S)                      | 1 - 2     | Agropecuario           | De la Avenida                    | 17 de mayo | 16:00   |
| Mitre (SdE)                    | 2 - 3     | Gimnasia y Esgrima (M) | Dres. José y Antonio Castiglione | 17 de mayo | 22:00   |
| Libre: Gimnasia y Tiro (Salta) |           |                        |                                  |            |         |

| Fecha 4                            | Fecha 4   | Fecha 4             | Fecha 4                    | Fecha 4    | Fecha 4 |
| Local                              | Resultado | Visitante           | Estadio                    | Fecha      | Hora    |
| ---------------------------------- | --------- | ------------------- | -------------------------- | ---------- | ------- |
| Agropecuario                       | 2 - 0     | Gimnasia y Tiro (S) | De la Calle Carlos Arroyo  | 22 de mayo | 14:00   |
| Gimnasia y Esgrima (M)             | 3 - 0     | Unión (S)           | Víctor Antonio Legrotaglie | 22 de mayo | 14:00   |
| Libre: Mitre (Santiago del Estero) |           |                     |                            |            |         |

| Fecha 5             | Fecha 5   | Fecha 5                | Fecha 5              | Fecha 5    | Fecha 5 |
| Local               | Resultado | Visitante              | Estadio              | Fecha      | Hora    |
| ------------------- | --------- | ---------------------- | -------------------- | ---------- | ------- |
| Gimnasia y Tiro (S) | 1 - 0     | Gimnasia y Esgrima (M) | El Gigante del Norte | 28 de mayo | 12:00   |
| Unión (S)           | 0 - 0     | Mitre (SdE)            | De la Avenida        | 28 de mayo | 16:00   |
| Libre: Agropecuario |           |                        |                      |            |         |

## Reválida

### Primera etapa
Los dieciocho clubes que no clasificaron a la Segunda fase fueron agrupados en tres zonas geográficas de seis equipos cada una.

#### Zona A

##### Tabla de posiciones final
| Pos. | Equipo                            | Pts. | PJ | PG | PE | PP | GF | GC | Dif. |
| ---- | --------------------------------- | ---- | -- | -- | -- | -- | -- | -- | ---- |
| 01.º | Deportivo Maipú                   | 17   | 10 | 5  | 2  | 3  | 10 | 8  | 2    |
| 02.º | Rivadavia (Lincoln)               | 16   | 10 | 5  | 1  | 4  | 11 | 9  | 2    |
| 03.º | Independiente (Neuquén)           | 16   | 10 | 4  | 4  | 2  | 9  | 7  | 2    |
| 04.º | Deportivo Roca                    | 13   | 10 | 4  | 1  | 5  | 11 | 11 | 0    |
| 05.º | General Belgrano (Santa Rosa)     | 10   | 10 | 2  | 4  | 4  | 12 | 13 | −1   |
| 06.º | Ferro Carril Oeste (General Pico) | 10   | 10 | 2  | 4  | 4  | 10 | 15 | −5   |

|  | Clasificados a la Segunda etapa |

##### Resultados
| Fecha 1               | Fecha 1   | Fecha 1                 | Fecha 1             | Fecha 1     | Fecha 1 |
| Local                 | Resultado | Visitante               | Estadio             | Fecha       | Hora    |
| --------------------- | --------- | ----------------------- | ------------------- | ----------- | ------- |
| General Belgrano (SR) | 1 - 1     | Ferro Carril Oeste (GP) | Nuevo Rancho Grande | 12 de marzo | 17:00   |
| Independiente (N)     | 2 - 0     | Deportivo Maipú         | La Nueva Caldera    | 12 de marzo | 17:00   |
| Deportivo Roca        | 1 - 0     | Rivadavia (L)           | Luis Maiolino       | 12 de marzo | 18:30   |

| Fecha 2           | Fecha 2   | Fecha 2                 | Fecha 2                | Fecha 2     | Fecha 2 |
| Local             | Resultado | Visitante               | Estadio                | Fecha       | Hora    |
| ----------------- | --------- | ----------------------- | ---------------------- | ----------- | ------- |
| Deportivo Maipú   | 1 - 0     | Deportivo Roca          | Omar Higinio Sperdutti | 17 de marzo | 21:30   |
| Rivadavia (L)     | 2 - 0     | Ferro Carril Oeste (GP) | El Coliseo             | 18 de marzo | 13:30   |
| Independiente (N) | 2 - 2     | General Belgrano (SR)   | La Nueva Caldera       | 18 de marzo | 17:00   |

| Fecha 3                 | Fecha 3   | Fecha 3           | Fecha 3                       | Fecha 3     | Fecha 3 |
| Local                   | Resultado | Visitante         | Estadio                       | Fecha       | Hora    |
| ----------------------- | --------- | ----------------- | ----------------------------- | ----------- | ------- |
| Ferro Carril Oeste (GP) | 1 - 2     | Deportivo Maipú   | El Coloso del Barrio Talleres | 22 de marzo | 20:45   |
| General Belgrano (SR)   | 5 - 1     | Rivadavia (L)     | Nuevo Rancho Grande           | 22 de marzo | 21:00   |
| Deportivo Roca          | 0 - 0     | Independiente (N) | Luis Maiolino                 | 22 de marzo | 21:30   |

| Fecha 4           | Fecha 4   | Fecha 4                 | Fecha 4                | Fecha 4     | Fecha 4 |
| Local             | Resultado | Visitante               | Estadio                | Fecha       | Hora    |
| ----------------- | --------- | ----------------------- | ---------------------- | ----------- | ------- |
| Deportivo Roca    | 3 - 0     | General Belgrano (SR)   | Luis Maiolino          | 26 de marzo | 17:00   |
| Independiente (N) | 1 - 1     | Ferro Carril Oeste (GP) | La Nueva Caldera       | 26 de marzo | 17:00   |
| Deportivo Maipú   | 1 - 0     | Rivadavia (L)           | Omar Higinio Sperdutti | 26 de marzo | 17:00   |

| Fecha 5               | Fecha 5   | Fecha 5           | Fecha 5                       | Fecha 5    | Fecha 5 |
| Local                 | Resultado | Visitante         | Estadio                       | Fecha      | Hora    |
| --------------------- | --------- | ----------------- | ----------------------------- | ---------- | ------- |
| Rivadavia (L)         | 2 - 0     | Independiente (N) | El Coliseo                    | 1 de abril | 13:30   |
| Ferro Carril Oeste    | 2 - 1     | Deportivo Roca    | El Coloso del Barrio Talleres | 1 de abril | 20:00   |
| General Belgrano (SR) | 0 - 0     | Deportivo Maipú   | Nuevo Rancho Grande           | 1 de abril | 21:00   |

| Fecha 6                 | Fecha 6   | Fecha 6               | Fecha 6                       | Fecha 6    | Fecha 6 |
| Local                   | Resultado | Visitante             | Estadio                       | Fecha      | Hora    |
| ----------------------- | --------- | --------------------- | ----------------------------- | ---------- | ------- |
| Rivadavia (L)           | 2 - 1     | Deportivo Roca        | El Coliseo                    | 9 de abril | 16:00   |
| Deportivo Maipú         | 0 - 1     | Independiente (N)     | Omar Higinio Sperdutti        | 9 de abril | 16:30   |
| Ferro Carril Oeste (GP) | 1 - 1     | General Belgrano (SR) | El Coloso del Barrio Talleres | 9 de abril | 16:30   |

| Fecha 7                 | Fecha 7   | Fecha 7           | Fecha 7                       | Fecha 7     | Fecha 7 |
| Local                   | Resultado | Visitante         | Estadio                       | Fecha       | Hora    |
| ----------------------- | --------- | ----------------- | ----------------------------- | ----------- | ------- |
| Ferro Carril Oeste (GP) | 0 - 2     | Rivadavia (L)     | El Coloso del Barrio Talleres | 15 de abril | 15:00   |
| General Belgrano (SR)   | 0 - 1     | Independiente (N) | Nuevo Rancho Grande           | 15 de abril | 20:30   |
| Deportivo Roca          | 1 - 3     | Deportivo Maipú   | Luis Maiolino                 | 15 de abril | 21:15   |

| Fecha 8           | Fecha 8   | Fecha 8                 | Fecha 8                | Fecha 8     | Fecha 8 |
| Local             | Resultado | Visitante               | Estadio                | Fecha       | Hora    |
| ----------------- | --------- | ----------------------- | ---------------------- | ----------- | ------- |
| Rivadavia (L)     | 2 - 0     | General Belgrano (SR)   | El Coliseo             | 19 de abril | 13:30   |
| Independiente (N) | 0 - 1     | Deportivo Roca          | La Nueva Caldera       | 19 de abril | 16:00   |
| Deportivo Maipú   | 1 - 2     | Ferro Carril Oeste (GP) | Omar Higinio Sperdutti | 19 de abril | 21:30   |

| Fecha 9                 | Fecha 9   | Fecha 9           | Fecha 9                       | Fecha 9     | Fecha 9 |
| Local                   | Resultado | Visitante         | Estadio                       | Fecha       | Hora    |
| ----------------------- | --------- | ----------------- | ----------------------------- | ----------- | ------- |
| General Belgrano (SR)   | 2 - 0     | Deportivo Roca    | Nuevo Rancho Grande           | 23 de abril | 16:00   |
| Rivadavia (L)           | 0 - 0     | Deportivo Maipú   | El Coliseo                    | 23 de abril | 16:00   |
| Ferro Carril Oeste (GP) | 1 - 1     | Independiente (N) | El Coloso del Barrio Talleres | 23 de abril | 17:15   |

| Fecha 10          | Fecha 10  | Fecha 10                | Fecha 10               | Fecha 10    | Fecha 10 |
| Local             | Resultado | Visitante               | Estadio                | Fecha       | Hora     |
| ----------------- | --------- | ----------------------- | ---------------------- | ----------- | -------- |
| Deportivo Maipú   | 2 - 1     | General Belgrano (SR)   | Omar Higinio Sperdutti | 30 de abril | 16:00    |
| Deportivo Roca    | 3 - 1     | Ferro Carril Oeste (GP) | Luis Maiolino          | 30 de abril | 16:00    |
| Independiente (N) | 1 - 0     | Rivadavia (L)           | La Nueva Caldera       | 30 de abril | 16:00    |

|  |

#### Zona B

##### Tabla de posiciones final
| Pos. | Equipo                       | Pts. | PJ | PG | PE | PP | GF | GC | Dif. |
| ---- | ---------------------------- | ---- | -- | -- | -- | -- | -- | -- | ---- |
| 01.º | Gutiérrez SC                 | 16   | 10 | 4  | 4  | 2  | 14 | 15 | −1   |
| 02.º | San Lorenzo de Alem          | 15   | 10 | 4  | 3  | 3  | 14 | 9  | 5    |
| 03.º | Juventud Unida Universitario | 14   | 10 | 3  | 5  | 2  | 11 | 13 | −2   |
| 04.º | San Jorge (Tucumán)          | 13   | 10 | 3  | 4  | 3  | 13 | 9  | 4    |
| 05.º | Desamparados                 | 11   | 10 | 2  | 5  | 3  | 10 | 12 | −2   |
| 06.º | Concepción FC                | 8    | 10 | 1  | 5  | 4  | 11 | 15 | −4   |

|  | Clasificados a la Segunda etapa |

##### Resultados
| Fecha 1             | Fecha 1   | Fecha 1       | Fecha 1              | Fecha 1     | Fecha 1 |
| Local               | Resultado | Visitante     | Estadio              | Fecha       | Hora    |
| ------------------- | --------- | ------------- | -------------------- | ----------- | ------- |
| Juventud Unida U.   | 0 - 0     | Desamparados  | Mario Sebastián Diez | 10 de marzo | 21:30   |
| Concepción FC       | 2 - 3     | San Jorge (T) | Stewart Shipton      | 10 de marzo | 22:00   |
| San Lorenzo de Alem | 1 - 2     | Gutiérrez SC  | Malvinas Argentinas  | 12 de marzo | 17:00   |

| Fecha 2           | Fecha 2   | Fecha 2             | Fecha 2              | Fecha 2     | Fecha 2 |
| Local             | Resultado | Visitante           | Estadio              | Fecha       | Hora    |
| ----------------- | --------- | ------------------- | -------------------- | ----------- | ------- |
| Desamparados      | 1 - 3     | Concepción FC       | El Serpentario       | 17 de marzo | 21:45   |
| Juventud Unida U. | 2 - 2     | San Lorenzo de Alem | Mario Sebastián Diez | 18 de marzo | 17:00   |
| San Jorge (T)     | 4 - 0     | Gutiérrez SC        | Senador Luis Cruz    | 18 de marzo | 17:00   |

| Fecha 3             | Fecha 3   | Fecha 3           | Fecha 3             | Fecha 3     | Fecha 3 |
| Local               | Resultado | Visitante         | Estadio             | Fecha       | Hora    |
| ------------------- | --------- | ----------------- | ------------------- | ----------- | ------- |
| Gutiérrez SC        | 3 - 2     | Desamparados      | General Gutiérrez   | 22 de marzo | 16:30   |
| San Lorenzo de Alem | 0 - 0     | San Jorge (T)     | Malvinas Argentinas | 22 de marzo | 21:00   |
| Concepción FC       | 1 - 2     | Juventud Unida U. | Stewart Shipton     | 22 de marzo | 22:00   |

| Fecha 4           | Fecha 4   | Fecha 4             | Fecha 4              | Fecha 4     | Fecha 4 |
| Local             | Resultado | Visitante           | Estadio              | Fecha       | Hora    |
| ----------------- | --------- | ------------------- | -------------------- | ----------- | ------- |
| Juventud Unida U. | 1 - 1     | Gutiérrez SC        | Mario Sebastián Diez | 26 de marzo | 17:00   |
| Concepción FC     | 0 - 2     | San Lorenzo de Alem | Stewart Shipton      | 26 de marzo | 20:00   |
| Desamparados      | 2 - 1     | San Jorge (T)       | El Serpentario       | 27 de marzo | 16:30   |

| Fecha 5             | Fecha 5   | Fecha 5           | Fecha 5             | Fecha 5    | Fecha 5 |
| Local               | Resultado | Visitante         | Estadio             | Fecha      | Hora    |
| ------------------- | --------- | ----------------- | ------------------- | ---------- | ------- |
| Gutiérrez SC        | 2 - 2     | Concepción FC     | General Gutiérrez   | 1 de abril | 16:30   |
| San Lorenzo de Alem | 0 - 0     | Desamparados      | Malvinas Argentinas | 1 de abril | 17:30   |
| San Jorge (T)       | 3 - 0     | Juventud Unida U. | Senador Luis Cruz   | 2 de abril | 16:30   |

| Fecha 6       | Fecha 6   | Fecha 6             | Fecha 6           | Fecha 6     | Fecha 6 |
| Local         | Resultado | Visitante           | Estadio           | Fecha       | Hora    |
| ------------- | --------- | ------------------- | ----------------- | ----------- | ------- |
| San Jorge (T) | 0 - 0     | Concepción FC       | Senador Luis Cruz | 8 de abril  | 16:30   |
| Desamparados  | 1 - 2     | Juventud Unida U.   | El Serpentario    | 8 de abril  | 16:30   |
| Gutiérrez SC  | 2 - 1     | San Lorenzo de Alem | General Gutiérrez | 10 de abril | 16:30   |

| Fecha 7             | Fecha 7   | Fecha 7           | Fecha 7             | Fecha 7     | Fecha 7 |
| Local               | Resultado | Visitante         | Estadio             | Fecha       | Hora    |
| ------------------- | --------- | ----------------- | ------------------- | ----------- | ------- |
| Concepción FC       | 1 - 1     | Desamparados      | Stewart Shipton     | 15 de abril | 14:30   |
| Gutiérrez SC        | 1 - 0     | San Jorge (T)     | General Gutiérrez   | 15 de abril | 16:30   |
| San Lorenzo de Alem | 3 - 1     | Juventud Unida U. | Malvinas Argentinas | 15 de abril | 17:00   |

| Fecha 8           | Fecha 8   | Fecha 8             | Fecha 8              | Fecha 8     | Fecha 8 |
| Local             | Resultado | Visitante           | Estadio              | Fecha       | Hora    |
| ----------------- | --------- | ------------------- | -------------------- | ----------- | ------- |
| San Jorge (T)     | 0 - 2     | San Lorenzo de Alem | Stewart Shipton      | 19 de abril | 16:30   |
| Juventud Unida U. | 0 - 0     | Concepción FC       | Mario Sebastián Diez | 19 de abril | 21:15   |
| Desamparados      | 2 - 2     | Gutiérrez SC        | El Serpentario       | 19 de abril | 21:30   |

| Fecha 9             | Fecha 9   | Fecha 9           | Fecha 9             | Fecha 9     | Fecha 9 |
| Local               | Resultado | Visitante         | Estadio             | Fecha       | Hora    |
| ------------------- | --------- | ----------------- | ------------------- | ----------- | ------- |
| Gutiérrez SC        | 0 - 1     | Juventud Unida U. | General Gutiérrez   | 23 de abril | 16:00   |
| San Lorenzo de Alem | 3 - 1     | Concepción FC     | Malvinas Argentinas | 23 de abril | 16:30   |
| San Jorge (T)       | 0 - 0     | Desamparados      | Senador Luis Cruz   | 23 de abril | 16:30   |

| Fecha 10          | Fecha 10  | Fecha 10            | Fecha 10             | Fecha 10    | Fecha 10 |
| Local             | Resultado | Visitante           | Estadio              | Fecha       | Hora     |
| ----------------- | --------- | ------------------- | -------------------- | ----------- | -------- |
| Concepción FC     | 1 - 1     | Gutiérrez SC        | Stewart Shipton      | 30 de abril | 16:00    |
| Desamparados      | 1 - 0     | San Lorenzo de Alem | El Serpentario       | 30 de abril | 16:00    |
| Juventud Unida U. | 2 - 2     | San Jorge (T)       | Mario Sebastián Diez | 30 de abril | 16:00    |

|  |

#### Zona C

##### Tabla de posiciones final
| Pos. | Equipo                        | Pts. | PJ | PG | PE | PP | GF | GC | Dif. |
| ---- | ----------------------------- | ---- | -- | -- | -- | -- | -- | -- | ---- |
| 01.º | Sportivo Belgrano             | 16   | 10 | 4  | 4  | 2  | 16 | 15 | 1    |
| 02.º | Guaraní Antonio Franco        | 14   | 10 | 3  | 5  | 2  | 15 | 15 | 0    |
| 03.º | Libertad (Sunchales)          | 13   | 10 | 3  | 4  | 3  | 12 | 10 | 2    |
| 04.º | Sol de América                | 12   | 10 | 3  | 3  | 4  | 11 | 13 | −2   |
| 05.º | Defensores de Pronunciamiento | 12   | 10 | 3  | 3  | 4  | 12 | 12 | 0    |
| 06.º | Gimnasia y Esgrima (CdU)      | 11   | 10 | 2  | 5  | 3  | 17 | 18 | −1   |

|  | Clasificados a la Segunda etapa |

##### Resultados
| Fecha 1                       | Fecha 1   | Fecha 1                  | Fecha 1        | Fecha 1     | Fecha 1 |
| Local                         | Resultado | Visitante                | Estadio        | Fecha       | Hora    |
| ----------------------------- | --------- | ------------------------ | -------------- | ----------- | ------- |
| Defensores de Pronunciamiento | 1 - 1     | Libertad (S)             | Delio Cardozo  | 12 de marzo | 17:00   |
| Sol de América                | 3 - 0     | Gimnasia y Esgrima (CdU) | Sol de América | 12 de marzo | 17:00   |
| Sportivo Belgrano             | 2 - 1     | Guaraní Antonio Franco   | Oscar C. Boero | 12 de marzo | 19:00   |

| Fecha 2                       | Fecha 2   | Fecha 2                  | Fecha 2                           | Fecha 2     | Fecha 2 |
| Local                         | Resultado | Visitante                | Estadio                           | Fecha       | Hora    |
| ----------------------------- | --------- | ------------------------ | --------------------------------- | ----------- | ------- |
| Libertad (S)                  | 1 - 2     | Sportivo Belgrano        | Dr. Plácido Tita                  | 18 de marzo | 17:00   |
| Defensores de Pronunciamiento | 0 - 2     | Sol de América           | Delio Cardozo                     | 18 de marzo | 17:00   |
| Guaraní Antonio Franco        | 4 - 4     | Gimnasia y Esgrima (CdU) | Clemente A. Fernández de Oliveira | 18 de marzo | 21:00   |

| Fecha 3                  | Fecha 3   | Fecha 3                       | Fecha 3              | Fecha 3     | Fecha 3 |
| Local                    | Resultado | Visitante                     | Estadio              | Fecha       | Hora    |
| ------------------------ | --------- | ----------------------------- | -------------------- | ----------- | ------- |
| Sol de América           | 0 - 0     | Guaraní Antonio Franco        | Sol de América       | 22 de marzo | 20:30   |
| Sportivo Belgrano        | 3 - 0     | Defensores de Pronunciamiento | Oscar C. Boero       | 22 de marzo | 21:00   |
| Gimnasia y Esgrima (CdU) | 1 - 1     | Libertad (S)                  | Manuel y Ramón Núñez | 22 de marzo | 21:15   |

| Fecha 4                       | Fecha 4   | Fecha 4                  | Fecha 4          | Fecha 4     | Fecha 4 |
| Local                         | Resultado | Visitante                | Estadio          | Fecha       | Hora    |
| ----------------------------- | --------- | ------------------------ | ---------------- | ----------- | ------- |
| Defensores de Pronunciamiento | 3 - 1     | Gimnasia y Esgrima (CdU) | Delio Cardozo    | 26 de marzo | 17:00   |
| Libertad (S)                  | 1 - 1     | Guaraní Antonio Franco   | Dr. Plácido Tita | 26 de marzo | 17:00   |
| Sportivo Belgrano             | 2 - 1     | Sol de América           | Oscar C. Boero   | 26 de marzo | 19:00   |

| Fecha 5                  | Fecha 5   | Fecha 5                       | Fecha 5                           | Fecha 5    | Fecha 5 |
| Local                    | Resultado | Visitante                     | Estadio                           | Fecha      | Hora    |
| ------------------------ | --------- | ----------------------------- | --------------------------------- | ---------- | ------- |
| Gimnasia y Esgrima (CdU) | 1 - 1     | Sportivo Belgrano             | Manuel y Ramón Núñez              | 1 de abril | 17:00   |
| Guaraní Antonio Franco   | 1 - 0     | Defensores de Pronunciamiento | Clemente A. Fernández de Oliveira | 1 de abril | 21:10   |
| Sol de América           | 1 - 3     | Libertad (S)                  | Sol de América                    | 2 de abril | 16:30   |

| Fecha 6                  | Fecha 6   | Fecha 6                       | Fecha 6                           | Fecha 6    | Fecha 6 |
| Local                    | Resultado | Visitante                     | Estadio                           | Fecha      | Hora    |
| ------------------------ | --------- | ----------------------------- | --------------------------------- | ---------- | ------- |
| Libertad (S)             | 2 - 0     | Defensores de Pronunciamiento | Dr. Plácido Tita                  | 8 de abril | 16:30   |
| Gimnasia y Esgrima (CdU) | 5 - 0     | Sol de América                | Manuel y Ramón Núñez              | 9 de abril | 17:00   |
| Guaraní Antonio Franco   | 3 - 3     | Sportivo Belgrano             | Clemente A. Fernández de Oliveira | 9 de abril | 18:10   |

| Fecha 7                  | Fecha 7   | Fecha 7                       | Fecha 7              | Fecha 7     | Fecha 7 |
| Local                    | Resultado | Visitante                     | Estadio              | Fecha       | Hora    |
| ------------------------ | --------- | ----------------------------- | -------------------- | ----------- | ------- |
| Gimnasia y Esgrima (CdU) | 1 - 1     | Guaraní Antonio Franco        | Manuel y Ramón Núñez | 15 de abril | 16:00   |
| Sol de América           | 0 - 0     | Defensores de Pronunciamiento | Sol de América       | 15 de abril | 16:00   |
| Sportivo Belgrano        | 0 - 0     | Libertad (S)                  | Oscar C. Boero       | 15 de abril | 19:00   |

| Fecha 8                       | Fecha 8   | Fecha 8                  | Fecha 8                           | Fecha 8     | Fecha 8 |
| Local                         | Resultado | Visitante                | Estadio                           | Fecha       | Hora    |
| ----------------------------- | --------- | ------------------------ | --------------------------------- | ----------- | ------- |
| Libertad (S)                  | 3 - 0     | Gimnasia y Esgrima (CdU) | Dr. Plácido Tita                  | 19 de abril | 17:00   |
| Defensores de Pronunciamiento | 4 - 1     | Sportivo Belgrano        | Delio Cardozo                     | 19 de abril | 20:00   |
| Guaraní Antonio Franco        | 2 - 1     | Sol de América           | Clemente A. Fernández de Oliveira | 19 de abril | 21:10   |

| Fecha 9                  | Fecha 9   | Fecha 9                       | Fecha 9                           | Fecha 9     | Fecha 9 |
| Local                    | Resultado | Visitante                     | Estadio                           | Fecha       | Hora    |
| ------------------------ | --------- | ----------------------------- | --------------------------------- | ----------- | ------- |
| Sol de América           | 1 - 1     | Sportivo Belgrano             | Sol de América                    | 23 de abril | 15:45   |
| Gimnasia y Esgrima (CdU) | 1 - 1     | Defensores de Pronunciamiento | Manuel y Ramón Núñez              | 23 de abril | 16:00   |
| Guaraní Antonio Franco   | 2 - 0     | Libertad (S)                  | Clemente A. Fernández de Oliveira | 23 de abril | 19:10   |

| Fecha 10                      | Fecha 10  | Fecha 10                 | Fecha 10         | Fecha 10    | Fecha 10 |
| Local                         | Resultado | Visitante                | Estadio          | Fecha       | Hora     |
| ----------------------------- | --------- | ------------------------ | ---------------- | ----------- | -------- |
| Libertad (S)                  | 0 - 2     | Sol de América           | Dr. Plácido Tita | 30 de abril | 16:00    |
| Defensores de Pronunciamiento | 3 - 0     | Guaraní Antonio Franco   | Delio Cardozo    | 30 de abril | 16:00    |
| Sportivo Belgrano             | 1 - 3     | Gimnasia y Esgrima (CdU) | Oscar C. Boero   | 30 de abril | 17:00    |

|  |

### Tabla de ordenamiento
Se confeccionó con el fin de ordenar a los 19 equipos clasificados, de acuerdo con su desempeño en la fase previa disputada por cada uno. Los trece provenientes de la Segunda fase ocupan las posiciones 1 a 13, mientras que los seis equipos clasificados en la Primera etapa de la reválida ocupan las posiciones del 14 al 19. Este orden determinará los enfrentamientos en las cuatro primeras etapas por eliminación, de tal manera que el equipo mejor ubicado jugará contra el peor ubicado, en orden sucesivo, y en cada caso tendrá la condición de local en el partido de vuelta. De terminar empatados, la definición se hará por tiros desde el punto penal.
| Pos. | Equipo                      | Pts. | PJ | PG | PE | PP | GF | GC | Dif. |
| ---- | --------------------------- | ---- | -- | -- | -- | -- | -- | -- | ---- |
| 01.º | Defensores de Belgrano (VR) | 14   | 8  | 4  | 2  | 2  | 11 | 7  | 4    |
| 02.º | Sportivo Patria             | 14   | 8  | 4  | 2  | 2  | 11 | 10 | 1    |
| 03.º | Sarmiento (R)               | 13   | 8  | 3  | 4  | 1  | 10 | 9  | 1    |
| 04.º | Unión (VK)                  | 12   | 8  | 3  | 3  | 2  | 7  | 5  | 2    |
| 05.º | Villa Mitre                 | 11   | 8  | 2  | 5  | 1  | 7  | 5  | 2    |
| 06.º | Cipolletti                  | 10   | 8  | 3  | 1  | 4  | 7  | 8  | −1   |
| 07.º | Unión Aconquija             | 9    | 8  | 3  | 0  | 5  | 10 | 10 | 0    |
| 08.º | Deportivo Madryn            | 7    | 8  | 1  | 4  | 3  | 6  | 11 | −5   |
| 09.º | Juventud Antoniana          | 7    | 8  | 2  | 1  | 5  | 3  | 8  | −5   |
| 10.º | Chaco For Ever              | 7    | 8  | 2  | 1  | 5  | 7  | 13 | −6   |
| 11.º | Sportivo Las Parejas        | 5    | 8  | 1  | 2  | 5  | 5  | 14 | −9   |
| 12.º | Alvarado                    | 4    | 8  | 1  | 1  | 6  | 7  | 11 | −4   |
| 13.º | Altos Hornos Zapla          | 4    | 8  | 1  | 1  | 6  | 5  | 9  | −4   |
| 14.º | Deportivo Maipú             | 17   | 10 | 5  | 2  | 3  | 10 | 8  | 2    |
| 15.º | Sportivo Belgrano           | 16   | 10 | 4  | 4  | 2  | 16 | 15 | 1    |
| 16.º | Gutiérrez SC                | 16   | 10 | 4  | 4  | 2  | 14 | 15 | −1   |
| 17.º | Rivadavia (L)               | 16   | 10 | 5  | 1  | 4  | 11 | 9  | 2    |
| 18.º | San Lorenzo de Alem         | 15   | 10 | 4  | 3  | 3  | 14 | 9  | 5    |
| 19.º | Guaraní Antonio Franco      | 14   | 10 | 3  | 5  | 2  | 15 | 15 | 0    |

|  | Clasificados en la Segunda fase.                               |
|  | Clasificados en la Primera etapa de la reválida como primeros. |
|  | Clasificados en la Primera etapa de la reválida como segundos. |

- Nota: En negrita los equipos que clasificaron a la Quinta etapa.

### Segunda etapa
La disputaron los seis equipos clasificados en la Primera etapa, según la tabla de ordenamiento, por eliminación directa, a doble partido, uno en cada sede.

#### Enfrentamientos
| Llave | Equipo 1          | Global | Equipo 2               |
| ----- | ----------------- | ------ | ---------------------- |
| 1     | Deportivo Maipú   | 2 - 3  | Guaraní Antonio Franco |
| 2     | Sportivo Belgrano | 3 - 1  | San Lorenzo de Alem    |
| 3     | Gutiérrez SC      | 2 - 1  | Rivadavia (Lincoln)    |

#### Resultados
| Partidos de ida        | Partidos de ida | Partidos de ida   | Partidos de ida                   | Partidos de ida | Partidos de ida |
| Local                  | Resultado       | Visitante         | Estadio                           | Fecha           | Hora            |
| ---------------------- | --------------- | ----------------- | --------------------------------- | --------------- | --------------- |
| Rivadavia (L)          | 1 - 1           | Gutiérrez SC      | El Coliseo                        | 6 de mayo       | 13:30           |
| San Lorenzo de Alem    | 1 - 0           | Sportivo Belgrano | Malvinas Argentinas               | 6 de mayo       | 16:30           |
| Guaraní Antonio Franco | 2 - 2           | Deportivo Maipú   | Clemente A. Fernández de Oliveira | 6 de mayo       | 21:10           |

| Partidos de vuelta | Partidos de vuelta | Partidos de vuelta     | Partidos de vuelta     | Partidos de vuelta | Partidos de vuelta |
| Local              | Resultado          | Visitante              | Estadio                | Fecha              | Hora               |
| ------------------ | ------------------ | ---------------------- | ---------------------- | ------------------ | ------------------ |
| Gutiérrez SC       | 1 - 0              | Rivadavia (L)          | General Gutiérrez      | 10 de mayo         | 16:00              |
| Sportivo Belgrano  | 3 - 0              | San Lorenzo de Alem    | Oscar C. Boero         | 10 de mayo         | 21:00              |
| Deportivo Maipú    | 0 - 1              | Guaraní Antonio Franco | Omar Higinio Sperdutti | 11 de mayo         | 21:30              |

### Tercera etapa
Estuvo integrada por los tres equipos ganadores de la Segunda etapa y por los trece provenientes de la Segunda fase. Se disputó por eliminación directa, a doble partido uno en cada sede.

#### Enfrentamientos
| Llave | Equipo 1                               | Global        | Equipo 2               |
| ----- | -------------------------------------- | ------------- | ---------------------- |
| 1     | Defensores de Belgrano (Villa Ramallo) | (4) 1 - 1 (3) | Guaraní Antonio Franco |
| 2     | Sportivo Patria                        | 2 - 3         | Gutiérrez SC           |
| 3     | Sarmiento (Resistencia)                | (5) 2 - 2 (3) | Sportivo Belgrano      |
| 4     | Unión (Villa Krause)                   | (4) 2 - 2 (5) | Altos Hornos Zapla     |
| 5     | Villa Mitre                            | (4) 2 - 2 (2) | Alvarado               |
| 6     | Cipolletti                             | 3 - 2         | Sportivo Las Parejas   |
| 7     | Unión Aconquija                        | 0 - 1         | Chaco For Ever         |
| 8     | Deportivo Madryn                       | (2) 2 - 2 (3) | Juventud Antoniana     |

#### Resultados
| Partidos de ida        | Partidos de ida | Partidos de ida             | Partidos de ida                   | Partidos de ida | Partidos de ida |
| Local                  | Resultado       | Visitante                   | Estadio                           | Fecha           | Hora            |
| ---------------------- | --------------- | --------------------------- | --------------------------------- | --------------- | --------------- |
| Altos Hornos Zapla     | 2 - 1           | Unión (VK)                  | Emilio Fabrizzi                   | 12 de mayo      | 21:30           |
| Alvarado               | 0 - 2           | Villa Mitre                 | José María Minella                | 13 de mayo      | 16:00           |
| Sportivo Las Parejas   | 2 - 0           | Cipolletti                  | 4 de Septiembre                   | 13 de mayo      | 19:00           |
| Juventud Antoniana     | 2 - 2           | Deportivo Madryn            | Padre Ernesto Martearena          | 14 de mayo      | 11:00           |
| Chaco For Ever         | 1 - 0           | Unión Aconquija             | Juan Alberto García               | 14 de mayo      | 11:00           |
| Gutiérrez SC           | 2 - 0           | Sportivo Patria             | General Gutiérrez                 | 14 de mayo      | 15:00           |
| Sportivo Belgrano      | 1 - 1           | Sarmiento (R)               | Oscar C. Boero                    | 14 de mayo      | 20:00           |
| Guaraní Antonio Franco | 1 - 0           | Defensores de Belgrano (VR) | Clemente A. Fernández de Oliveira | 15 de mayo      | 21:10           |

| Partidos de vuelta          | Partidos de vuelta | Partidos de vuelta     | Partidos de vuelta        | Partidos de vuelta | Partidos de vuelta |
| Local                       | Resultado          | Visitante              | Estadio                   | Fecha              | Hora               |
| --------------------------- | ------------------ | ---------------------- | ------------------------- | ------------------ | ------------------ |
| Deportivo Madryn            | 0 - 0              | Juventud Antoniana     | Abel Sastre               | 19 de mayo         | 15:30              |
| Cipolletti                  | 3 - 0              | Sportivo Las Parejas   | La Visera de Cemento      | 19 de mayo         | 20:00              |
| Sportivo Patria             | 2 - 1              | Gutiérrez SC           | Antonio Romero            | 20 de mayo         | 11:00              |
| Defensores de Belgrano (VR) | 1 - 0              | Guaraní Antonio Franco | Salomón Boeseldín         | 20 de mayo         | 16:00              |
| Unión (VK)                  | 1 - 0              | Altos Hornos Zapla     | San Juan del Bicentenario | 20 de mayo         | 16:00              |
| Villa Mitre                 | 0 - 2              | Alvarado               | El Fortín                 | 20 de mayo         | 16:00              |
| Unión Aconquija             | 0 - 0              | Chaco For Ever         | Tiro Federal y Gimnasia   | 20 de mayo         | 16:00              |
| Sarmiento (R)               | 1 - 1              | Sportivo Belgrano      | Centenario                | 20 de mayo         | 21:00              |

### Cuarta etapa
Fue disputada por los ocho equipos ganadores de la Tercera etapa, por eliminación directa, a doble partido uno en cada sede.

#### Enfrentamientos
| Llave | Equipo 1                               | Global        | Equipo 2           |
| ----- | -------------------------------------- | ------------- | ------------------ |
| 1     | Defensores de Belgrano (Villa Ramallo) | (4) 2 - 2 (1) | Gutiérrez SC       |
| 2     | Sarmiento (Resistencia)                | 2 - 0         | Altos Hornos Zapla |
| 3     | Villa Mitre                            | 3 - 2         | Chaco For Ever     |
| 4     | Cipolletti                             | (3) 1 - 1 (1) | Juventud Antoniana |

#### Resultados
| Partidos de ida    | Partidos de ida | Partidos de ida             | Partidos de ida          | Partidos de ida | Partidos de ida |
| Local              | Resultado       | Visitante                   | Estadio                  | Fecha           | Hora            |
| ------------------ | --------------- | --------------------------- | ------------------------ | --------------- | --------------- |
| Chaco For Ever     | 2 - 1           | Villa Mitre                 | Juan Alberto García      | 24 de mayo      | 14:00           |
| Altos Hornos Zapla | 0 - 0           | Sarmiento (R)               | Emilio Fabrizzi          | 24 de mayo      | 22:00           |
| Juventud Antoniana | 1 - 1           | Cipolletti                  | Padre Ernesto Martearena | 24 de mayo      | 22:00           |
| Gutiérrez SC       | 2 - 1           | Defensores de Belgrano (VR) | General Gutiérrez        | 25 de mayo      | 15:30           |

| Partidos de vuelta          | Partidos de vuelta | Partidos de vuelta | Partidos de vuelta   | Partidos de vuelta | Partidos de vuelta |
| Local                       | Resultado          | Visitante          | Estadio              | Fecha              | Hora               |
| --------------------------- | ------------------ | ------------------ | -------------------- | ------------------ | ------------------ |
| Villa Mitre                 | 2 - 0              | Chaco For Ever     | El Fortín            | 28 de mayo         | 15:00              |
| Cipolletti                  | 0 - 0              | Juventud Antoniana | La Visera de Cemento | 28 de mayo         | 16:00              |
| Sarmiento (R)               | 2 - 0              | Altos Hornos Zapla | Centenario           | 28 de mayo         | 17:00              |
| Defensores de Belgrano (VR) | 1 - 0              | Gutiérrez SC       | Salomón Boeseldín    | 29 de mayo         | 20:30              |

| 1. 2. |

### Tabla de ordenamiento
A partir de la incorporación de los equipos provenientes del pentagonal por el primer ascenso, que se agregaron a los ganadores de la Cuarta etapa, se reordenó a los participantes para las tres restantes. Los del primer grupo se ubicaron en las posiciones 1 a 4, de acuerdo con el desempeño acumulado de la Segunda y la Tercera fase, y los del segundo ocuparon las posiciones 5 a 8, según el ordenamiento utilizado hasta aquí, de tal manera que en los enfrentamientos determinados por la tabla jugaron los mejor contra los peor ubicados y el que tenía el menor número de orden fue local en la vuelta. En caso de empate en el resultado global, se definió por tiros desde el punto penal.
| Pos. | Equipo                      | Pts. | PJ | PG | PE | PP | GF | GC | Dif. |
| ---- | --------------------------- | ---- | -- | -- | -- | -- | -- | -- | ---- |
| 01.º | Gimnasia y Tiro (S)         | 23   | 12 | 7  | 2  | 3  | 20 | 15 | 5    |
| 02.º | Gimnasia y Esgrima (M)      | 22   | 12 | 7  | 1  | 4  | 21 | 11 | 10   |
| 03.º | Mitre (SdE)                 | 20   | 12 | 6  | 2  | 4  | 18 | 15 | 3    |
| 04.º | Unión (S)                   | 19   | 12 | 5  | 4  | 3  | 19 | 18 | 1    |
| 05.º | Defensores de Belgrano (VR) | 14   | 8  | 4  | 2  | 2  | 11 | 7  | 4    |
| 06.º | Sarmiento (R)               | 13   | 8  | 3  | 4  | 1  | 10 | 9  | 1    |
| 07.º | Villa Mitre                 | 11   | 8  | 2  | 5  | 1  | 7  | 5  | 2    |
| 08.º | Cipolletti                  | 10   | 8  | 3  | 1  | 4  | 7  | 8  | −1   |

|  | Clasificados en la Tercera fase. |
|  | Clasificados en la Cuarta etapa. |

### Cuadro de desarrollo
|  | Quinta etapa                   | Quinta etapa   | Quinta etapa                   |   |                           | Sexta etapa               | Sexta etapa               | Sexta etapa               |  |                           | Séptima etapa   | Séptima etapa   | Séptima etapa   |  |
|  | 16 al 21 junio                 | 16 al 21 junio | 16 al 21 junio                 |   |                           | 25 de junio al 1 de julio | 25 de junio al 1 de julio | 25 de junio al 1 de julio |  |                           | 9 y 16 de julio | 9 y 16 de julio | 9 y 16 de julio |  |
|  |                                |                |                                |   |                           |                           |                           |                           |  |                           |                 |                 |                 |  |
|  |                                |                |                                |   |                           |                           |                           |                           |  |                           |                 |                 |                 |  |
|  | 2: Gimnasia y Esgrima (M)      | 0              | 2                              |   |                           |                           |                           |                           |  |                           |                 |                 |                 |  |
|  | 2: Gimnasia y Esgrima (M)      | 0              | 2                              |   |                           |                           |                           |                           |  |                           |                 |                 |                 |  |
|  | 7: Villa Mitre                 | 1              | 0                              |   |                           |                           |                           |                           |  |                           |                 |                 |                 |  |
|  | 7: Villa Mitre                 | 1              | 0                              |   | 1: Gimnasia y Esgrima (M) | 1                         | 1 (4)                     |                           |  |                           |                 |                 |                 |  |
|  |                                |                |                                |   | 1: Gimnasia y Esgrima (M) | 1                         | 1 (4)                     |                           |  |                           |                 |                 |                 |  |
|  |                                |                | 4: Cipolletti                  | 1 | 1 (3)                     |                           |                           |                           |  |                           |                 |                 |                 |  |
|  | 1: Gimnasia y Tiro (S)         | 0              | 4: Cipolletti                  | 1 | 1 (3)                     | 2 (0)                     |                           |                           |  |                           |                 |                 |                 |  |
|  | 1: Gimnasia y Tiro (S)         | 0              |                                |   |                           |                           |                           |                           |  |                           |                 |                 |                 |  |
|  | 8: Cipolletti                  | 1              | 1 (3)                          |   |                           |                           |                           |                           |  |                           |                 |                 |                 |  |
|  | 8: Cipolletti                  | 1              | 1 (3)                          |   |                           |                           |                           |                           |  | 1: Gimnasia y Esgrima (M) | 0               | 3 (3)           |                 |  |
|  |                                |                |                                |   |                           |                           |                           |                           |  | 1: Gimnasia y Esgrima (M) | 0               | 3 (3)           |                 |  |
|  |                                |                | 2: Mitre (SdE)                 | 1 | 2 (4)                     |                           |                           |                           |  |                           |                 |                 |                 |  |
|  | 3: Mitre (SdE)                 | 1              | 2: Mitre (SdE)                 | 1 | 2 (4)                     | 1                         |                           |                           |  |                           |                 |                 |                 |  |
|  | 3: Mitre (SdE)                 | 1              |                                |   |                           |                           |                           |                           |  |                           |                 |                 |                 |  |
|  | 6: Sarmiento (R)               | 1              | 0                              |   |                           |                           |                           |                           |  |                           |                 |                 |                 |  |
|  | 6: Sarmiento (R)               | 1              | 0                              |   | 2: Mitre (SdE)            | 2                         | 1                         |                           |  |                           |                 |                 |                 |  |
|  |                                |                |                                |   | 2: Mitre (SdE)            | 2                         | 1                         |                           |  |                           |                 |                 |                 |  |
|  |                                |                | 3: Defensores de Belgrano (VR) | 0 | 0                         |                           |                           |                           |  |                           |                 |                 |                 |  |
|  | 4: Unión (S)                   | 1              | 3: Defensores de Belgrano (VR) | 0 | 0                         | 1                         |                           |                           |  |                           |                 |                 |                 |  |
|  | 4: Unión (S)                   | 1              |                                |   |                           |                           |                           |                           |  |                           |                 |                 |                 |  |
|  | 5: Defensores de Belgrano (VR) | 2              | 2                              |   |                           |                           |                           |                           |  |                           |                 |                 |                 |  |
|  | 5: Defensores de Belgrano (VR) | 2              | 2                              |   |                           |                           |                           |                           |  |                           |                 |                 |                 |  |
|  |                                |                |                                |   |                           |                           |                           |                           |  |                           |                 |                 |                 |  |

### Quinta etapa
Fue integrada por los cuatro equipos provenientes del pentagonal y los cuatro ganadores de la Cuarta etapa. Se disputó por eliminación directa, a doble partido uno en cada sede.

#### Enfrentamientos
| Llave | Equipo 1                     | Global        | Equipo 2                               |
| ----- | ---------------------------- | ------------- | -------------------------------------- |
| 1     | Gimnasia y Tiro (Salta)      | (0) 2 - 2 (3) | Cipolletti                             |
| 2     | Gimnasia y Esgrima (Mendoza) | 2 - 1         | Villa Mitre                            |
| 3     | Mitre (Santiago del Estero)  | 2 - 1         | Sarmiento (Resistencia)                |
| 4     | Unión (Sunchales)            | 2 - 4         | Defensores de Belgrano (Villa Ramallo) |

#### Resultados
| Partidos de ida             | Partidos de ida | Partidos de ida        | Partidos de ida      | Partidos de ida | Partidos de ida |
| Local                       | Resultado       | Visitante              | Estadio              | Fecha           | Hora            |
| --------------------------- | --------------- | ---------------------- | -------------------- | --------------- | --------------- |
| Sarmiento (R)               | 1 - 1           | Mitre (SdE)            | Centenario           | 16 de junio     | 21:00           |
| Defensores de Belgrano (VR) | 2 - 1           | Unión (S)              | Salomón Boeseldín    | 17 de junio     | 15:00           |
| Villa Mitre                 | 1 - 0           | Gimnasia y Esgrima (M) | El Fortín            | 17 de junio     | 17:30           |
| Cipolletti                  | 1 - 0           | Gimnasia y Tiro (S)    | La Visera de Cemento | 17 de junio     | 21:00           |

| Partidos de vuelta     | Partidos de vuelta | Partidos de vuelta          | Partidos de vuelta               | Partidos de vuelta | Partidos de vuelta |
| Local                  | Resultado          | Visitante                   | Estadio                          | Fecha              | Hora               |
| ---------------------- | ------------------ | --------------------------- | -------------------------------- | ------------------ | ------------------ |
| Mitre (SdE)            | 1 - 0              | Sarmiento (R)               | Dres. José y Antonio Castiglione | 20 de junio        | 16:00              |
| Gimnasia y Esgrima (M) | 2 - 0              | Villa Mitre                 | Víctor Antonio Legrotaglie       | 21 de junio        | 14:00              |
| Unión (S)              | 1 - 2              | Defensores de Belgrano (VR) | De la Avenida                    | 21 de junio        | 17:00              |
| Gimnasia y Tiro (S)    | 2 - 1              | Cipolletti                  | El Gigante del Norte             | 21 de junio        | 21:30              |

### Sexta etapa
Fue disputada por los cuatro ganadores de la Quinta etapa, por eliminación directa, a doble partido uno en cada sede.

#### Enfrentamientos
| Llave | Equipo 1                     | Global        | Equipo 2                               |
| ----- | ---------------------------- | ------------- | -------------------------------------- |
| 1     | Gimnasia y Esgrima (Mendoza) | (4) 2 - 2 (3) | Cipolletti                             |
| 2     | Mitre (Santiago del Estero)  | 3 - 0         | Defensores de Belgrano (Villa Ramallo) |

#### Resultados
| Partidos de ida             | Partidos de ida | Partidos de ida        | Partidos de ida      | Partidos de ida | Partidos de ida |
| Local                       | Resultado       | Visitante              | Estadio              | Fecha           | Hora            |
| --------------------------- | --------------- | ---------------------- | -------------------- | --------------- | --------------- |
| Defensores de Belgrano (VR) | 0 - 2           | Mitre (SdE)            | Salomón Boeseldín    | 25 de junio     | 15:00           |
| Cipolletti                  | 1 - 1           | Gimnasia y Esgrima (M) | La Visera de Cemento | 25 de junio     | 16:00           |

| Partidos de vuelta     | Partidos de vuelta | Partidos de vuelta          | Partidos de vuelta               | Partidos de vuelta | Partidos de vuelta |
| Local                  | Resultado          | Visitante                   | Estadio                          | Fecha              | Hora               |
| ---------------------- | ------------------ | --------------------------- | -------------------------------- | ------------------ | ------------------ |
| Mitre (SdE)            | 1 - 0              | Defensores de Belgrano (VR) | Dres. José y Antonio Castiglione | 30 de junio        | 15:00              |
| Gimnasia y Esgrima (M) | 1 - 1              | Cipolletti                  | Víctor Antonio Legrotaglie       | 1 de julio         | 20:00              |

### Séptima etapa
Fue disputada por los 2 ganadores de la Sexta etapa, por eliminación directa, a doble partido uno en cada sede. El vencedor fue el Club Atlético Mitre, que obtuvo el segundo ascenso a la Primera B Nacional.

#### Enfrentamiento
| Equipo 1                     | Global        | Equipo 2                    |
| ---------------------------- | ------------- | --------------------------- |
| Gimnasia y Esgrima (Mendoza) | (3) 3 - 3 (4) | Mitre (Santiago del Estero) |

#### Resultados
| Partido de ida | Partido de ida | Partido de ida         | Partido de ida                   | Partido de ida | Partido de ida |
| Local          | Resultado      | Visitante              | Estadio                          | Fecha          | Hora           |
| -------------- | -------------- | ---------------------- | -------------------------------- | -------------- | -------------- |
| Mitre (SdE)    | 1 - 0          | Gimnasia y Esgrima (M) | Dres. José y Antonio Castiglione | 9 de julio     | 15:00          |

| Partido de vuelta      | Partido de vuelta | Partido de vuelta | Partido de vuelta          | Partido de vuelta | Partido de vuelta |
| Local                  | Resultado         | Visitante         | Estadio                    | Fecha             | Hora              |
| ---------------------- | ----------------- | ----------------- | -------------------------- | ----------------- | ----------------- |
| Gimnasia y Esgrima (M) | 3 - 2             | Mitre (SdE)       | Víctor Antonio Legrotaglie | 16 de julio       | 16:00             |

## Descenso
Se determinaron tres descensos al Torneo Federal B. A tal fin, se confeccionó para cada una de las zonas de la primera etapa de la reválida una tabla general de promedios, que se calcularon por el cociente entre la sumatoria de puntos acumulados de esa etapa y la primera fase y los partidos disputados. Descendieron los equipos que ocuparon la última posición de cada una de ellas.

### Tablas de promedios

#### Zona A
| Pos  | Equipo                            | 1a. F. | Rev. | Total | PJ | Promedio |
| ---- | --------------------------------- | ------ | ---- | ----- | -- | -------- |
| 01.º | Deportivo Maipú                   | 20     | 17   | 37    | 26 | 1,423    |
| 02.º | Ferro Carril Oeste (General Pico) | 29     | 10   | 39    | 30 | 1,300    |
| 03.º | Rivadavia (Lincoln)               | 22     | 16   | 38    | 30 | 1,266    |
| 04.º | Deportivo Roca                    | 19     | 13   | 32    | 26 | 1,230    |
| 05.º | Independiente (Neuquén)           | 12     | 16   | 28    | 26 | 1,076    |
| 06.º | General Belgrano (Santa Rosa)     | 15     | 10   | 25    | 30 | 0,833    |

|  | Descendió al Torneo Federal B. |

#### Zona B
| Pos  | Equipo                       | 1a. F. | Rev. | Total | PJ | Promedio |
| ---- | ---------------------------- | ------ | ---- | ----- | -- | -------- |
| 01.º | Juventud Unida Universitario | 20     | 14   | 34    | 26 | 1,307    |
| 02.º | San Lorenzo de Alem          | 19     | 15   | 34    | 26 | 1,307    |
| 03.º | Gutiérrez SC                 | 16     | 16   | 32    | 26 | 1,230    |
| 04.º | San Jorge (Tucumán)          | 15     | 13   | 28    | 26 | 1,076    |
| 05.º | Desamparados                 | 16     | 11   | 27    | 26 | 1,038    |
| 06.º | Concepción FC                | 16     | 8    | 24    | 26 | 0,923    |

|  | Descendió al Torneo Federal B. |

#### Zona C
| Pos  | Equipo                        | 1a. F. | Rev. | Total | PJ | Promedio |
| ---- | ----------------------------- | ------ | ---- | ----- | -- | -------- |
| 01.º | Sportivo Belgrano             | 19     | 16   | 35    | 26 | 1,346    |
| 02.º | Defensores de Pronunciamiento | 18     | 12   | 30    | 26 | 1,269    |
| 03.º | Gimnasia y Esgrima (CdU)      | 22     | 11   | 33    | 26 | 1,200    |
| 04.º | Libertad (Sunchales)          | 18     | 13   | 31    | 26 | 1,192    |
| 05.º | Guaraní Antonio Franco        | 14     | 14   | 28    | 26 | 1,076    |
| 06.º | Sol de América                | 15     | 12   | 27    | 26 | 1,038    |

|  | Descendió al Torneo Federal B. |

## Goleadores
| Pos. | Jugador              | Jugador                  | Goles | Equipo                   |
| ---- | -------------------- | ------------------------ | ----- | ------------------------ |
| 1.º  | Bandera de Paraguay  | Pablo Palacios Alvarenga | 21    | Gimnasia y Esgrima (M)   |
| 2.º  | Bandera de Argentina | Juan Amieva              | 17    | Gimnasia y Tiro          |
| 3.º  | Bandera de Argentina | Julio Cáceres            | 14    | Sarmiento (R)            |
| 3.º  | Bandera de Argentina | Esteban Ciaccheri        | 14    | Rivadavia (L)            |
| 3.º  | Bandera de Argentina | Gonzalo Sosa             | 14    | Gimnasia y Esgrima (CdU) |

Fuente: www.soloascenso.com.ar